# Сінт-Мартен
Сінт-Ма́ртен (нід. Sint Maarten нід. вимова: [sɪntˈmaːrtə(n)] ( прослухати)) — самокерована установча країна зі значною автономією (status aparte) у складі Королівства Нідерландів. Займає південну частину острова Святого Мартина. Адміністративний центр — Філіпсбург.
До 10 грудня 2010 року Сінт-Мартен був у складі Нідерландських Антильських островів.

## Фізико-географічна характеристика

### Географічне розташування

Топографічна мапа Острова Святого Мартина

Займає південну частину острова Святого Мартина та межує із розташованим на півночі острова з французьким Сен-Мартеном (кордон завдовжки 10,5 км). Морем на сході межує з Сен-Бартелемі. Площа — 34 км².

### Рельєф

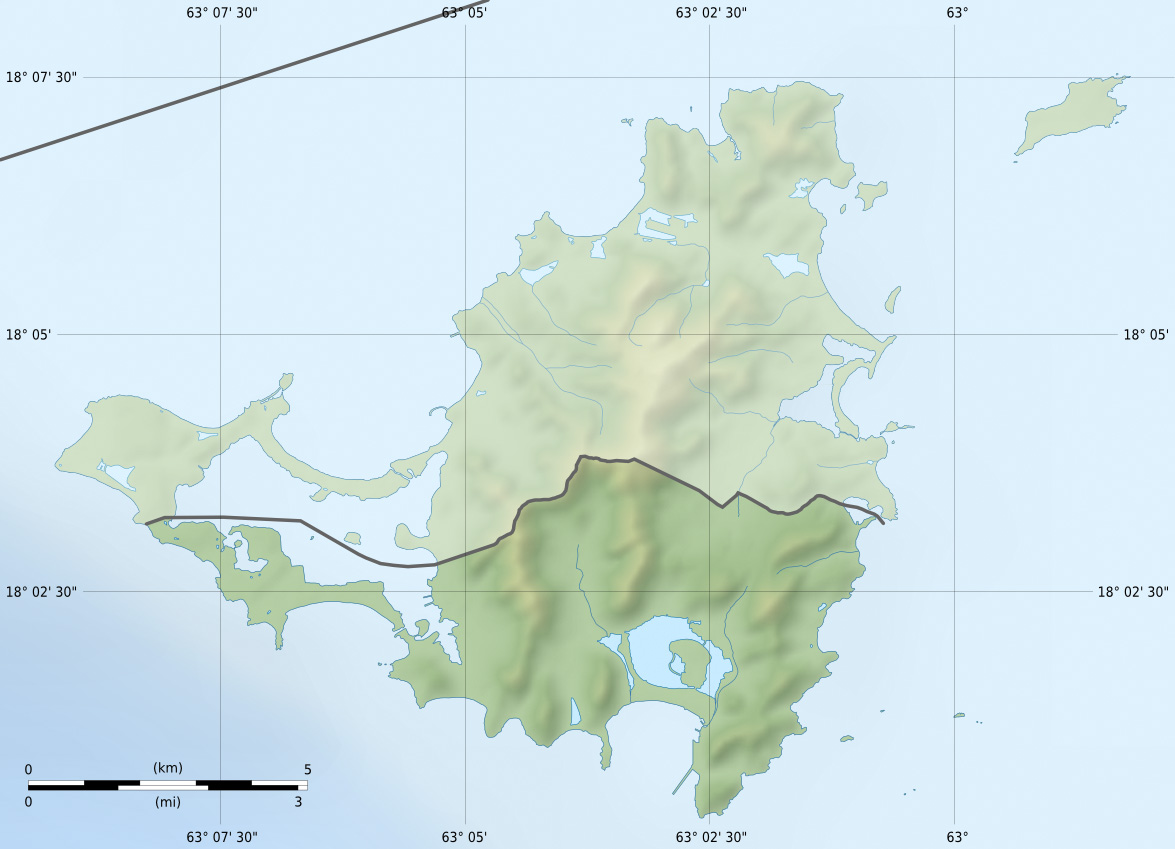
Сінт-Мартен

Зрізане затоками узбережжя Сінт-Мартену простяглося довгою смугою на північний захід, утворюючи вузьку довгу косу, що відокремлює від моря лагуну Сімпсон-Бей — одну з найбільших внутрішніх водойм Карибського моря. Південну частину острова майже на 1/5 займає велика засолена місцевість Грейт-Салт-Понд, а північніше розташовані невеликі пагорби, що межують з кордоном французької частини острова, та спадають невеликими пасмами Сентрі-Гіл (344 м) та Вільямз-Гіл (264 м) до пологого південного узбережжя, зрізаного широкими лагунами та вузькими лагунами та вузькими глибокими затоками.
Найпомітніший орієнтир Сінт-Мартену — згаслий вулкан Маунт-Флагстаф (386 м). Береги Сінт-Мартену облямовують численні солоні лагуни та дрібні острівці: Пелікан-Кі (Гуана-Кі), Литл-Кі, Молі-Беді, Ген і Чікен. На відміну від інших островів групи, на Сінт-Мартені є безліч довгастих піщаних берегів, особливо в південних та східних районах острова, при цьому пляжі лагун займають всю ширину нанесених піщаних кіс, які відгороджують лагуни від моря.

### Флора і фауна

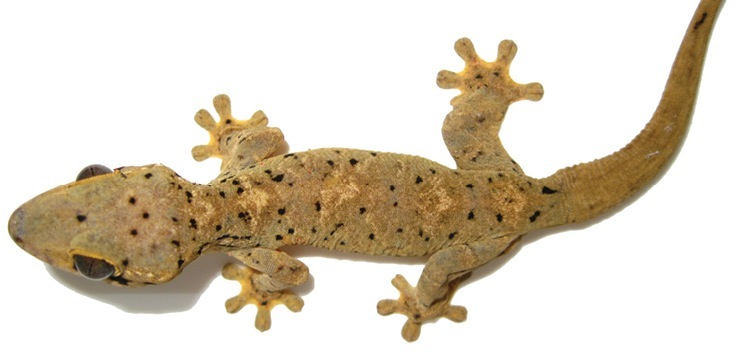
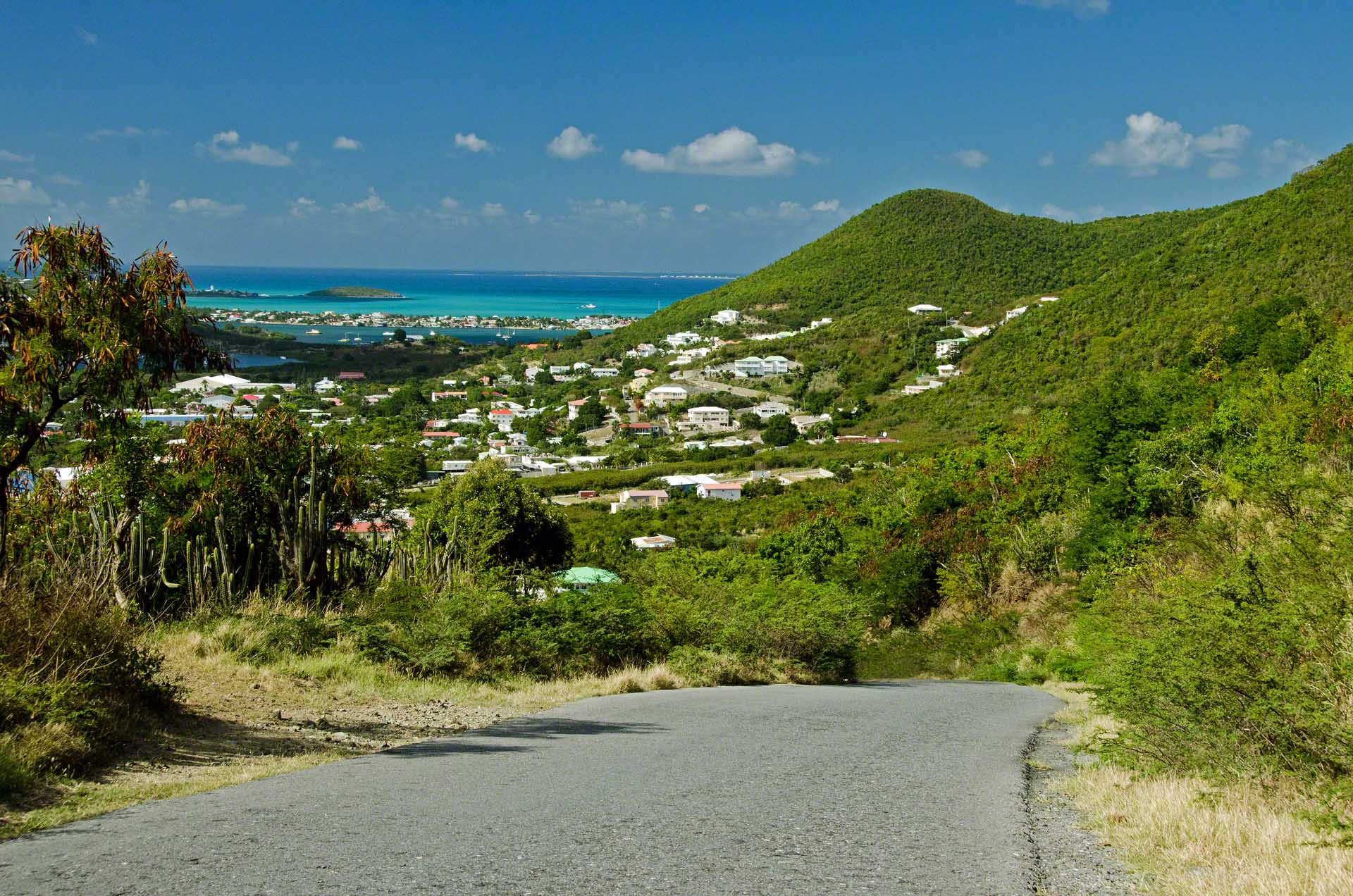
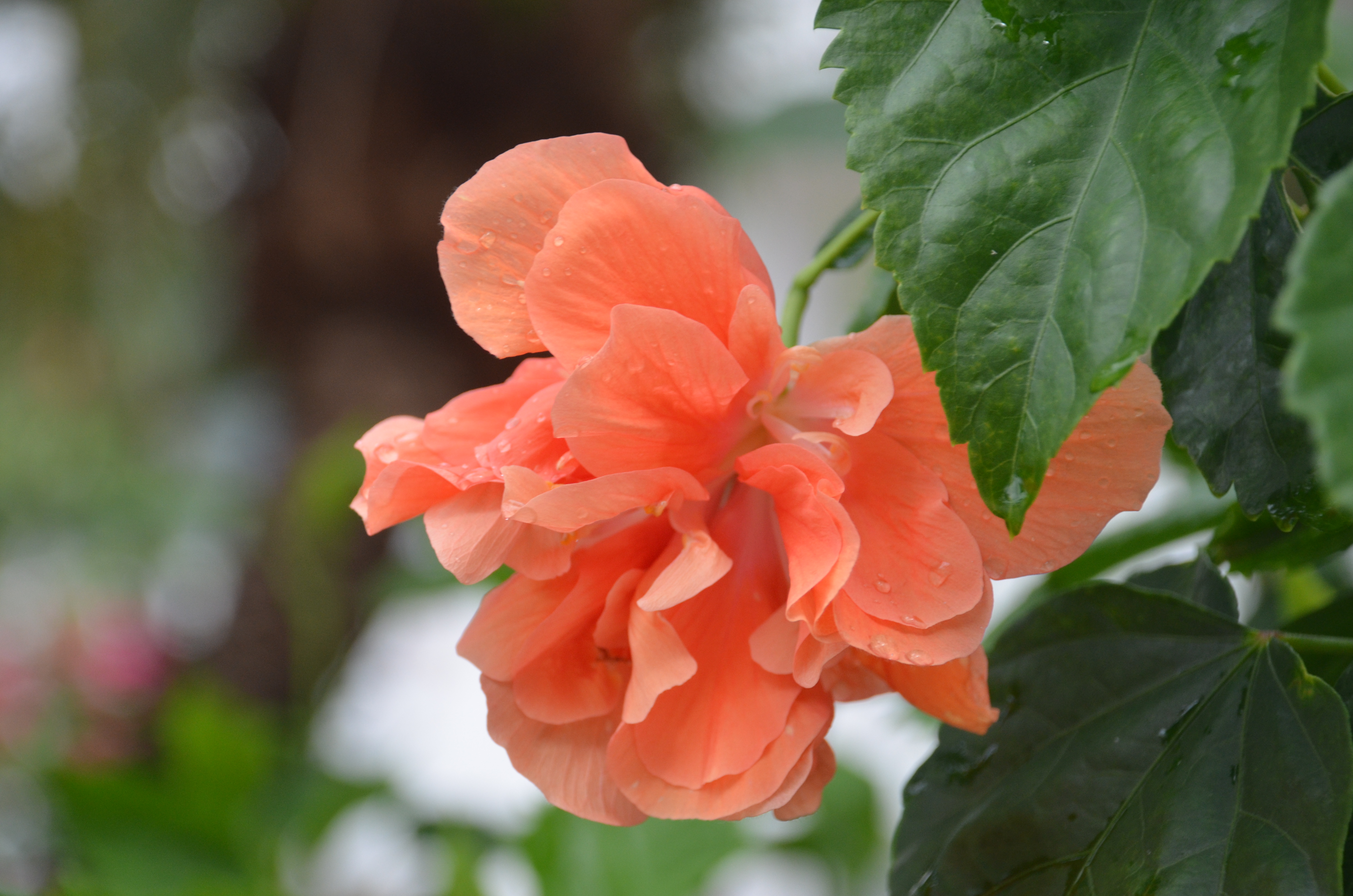

Ландшафт острова переважно зелений, але сухий — у флорі острова основну роль відіграють пальми, гібіскуси й кактуси, хоча в горбистих центральних районах є кілька невеликих лісів. Фауна представлена майже сотнею видів птахів та кількома видами ящірок, а також здичавілими домашніми тваринами.
У північній частині лагуни Салт-Понд розташовані крихітний зоопарк Сінт-Мартен і Ботанічний сад, на території яких мешкають 35 видів рептилій, птахів і ссавців, включаючи рідкісних мавп Сент-Кіттсу.

### Клімат
Клімат тропічний, завдяки пасатам має достатню вологість. На Сінт-Мартені переважно сонячна погода з приємною прохолодою через морський бриз тримається увесь рік. Узимку температура повітря становить +27 °C, влітку — близько 32 °C. Річна норма опадів становить 1150 мм. Самі дощові місяці — з вересня по листопад, під час яких відзначається вісім дощових днів на місяць. Найсухішим вважається час із лютого по квітень, коли кількість дощових днів досягає трьох на місяць. Острів розташований в смузі пасатів і ураганів. Температура поверхні моря біля Сінт-Мартену, відрізняється завидною постійністю між 25 °C і +28 °C. Найсприятливіший час для туристів — із середини грудня до кінця квітня.

## Органи влади
За конституцією Сінт-Мартену, він має власні органи влади: віцегубернатора, місцеву раду й уряд.

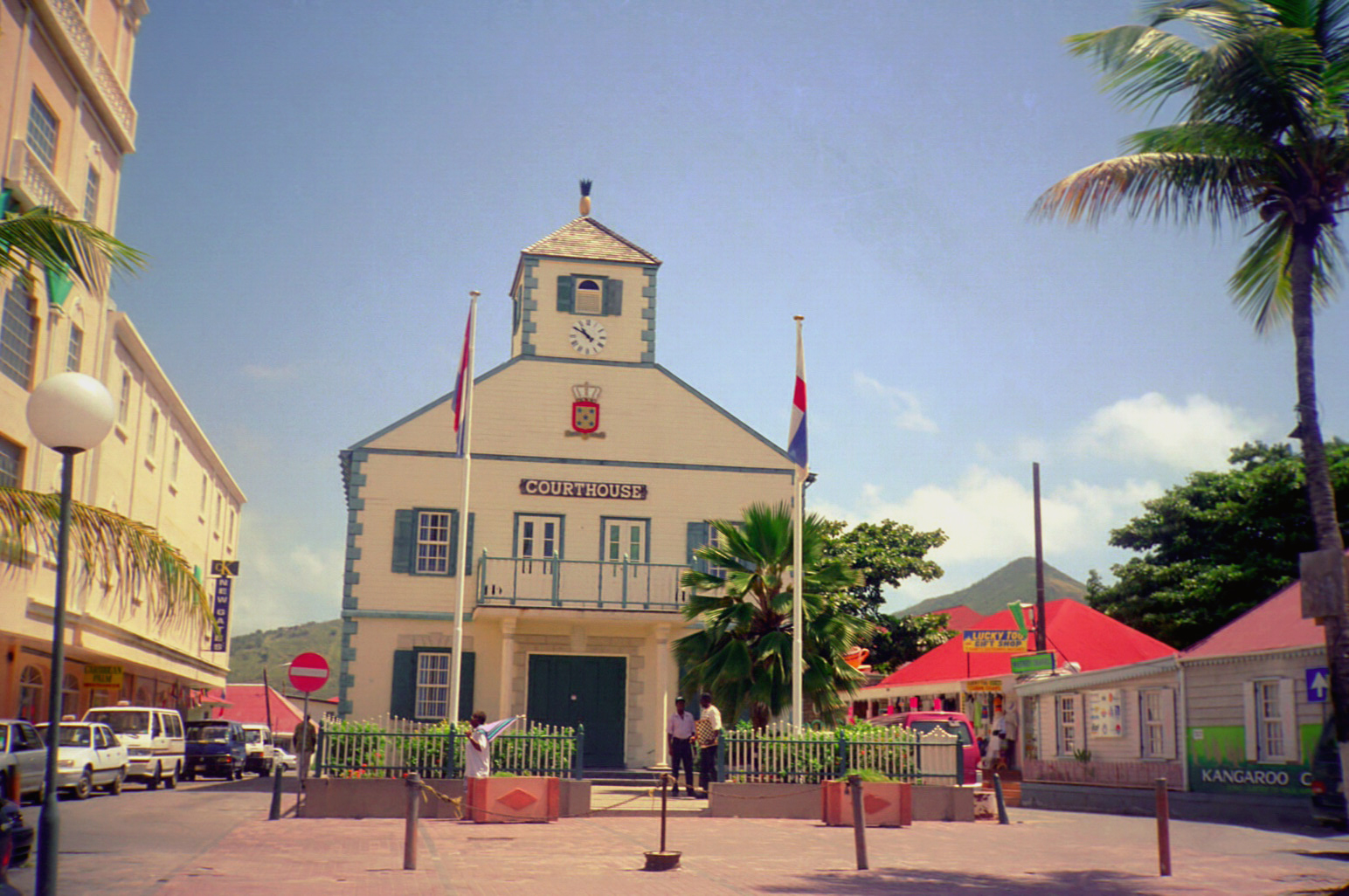
Будинок Суду у Філіпсбурзі

## Історія

### Відкриття та колонізація
Назву Isla de San Martín дав острову Христофор Колумб під час своєї другої подорожі до Вест-Індії 1493 року на честь святого Мартина Турського, у день якого, 11 листопада, був відкритий острів.
На Сінт-Мартені було зведено два важливих укріплення: форт Амстердам — перша голландська військова база на Карибах і форт Віллем, на руїнах якого нині стоїть телевежа.

### Сучасні часи

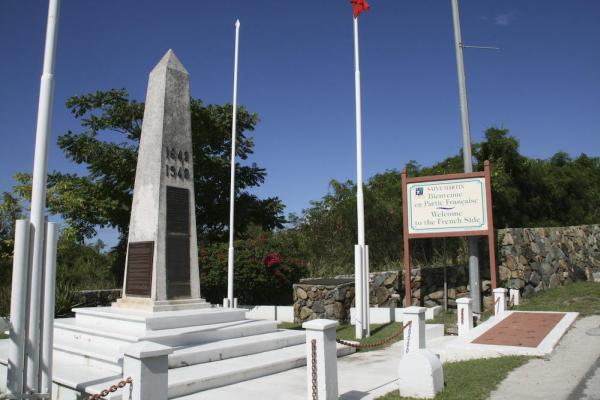
Пам'ятний знак на честь 300-ліття розподілу острова

Сінт-Мартен разом із Кюрасао, Бонайре, Сінт-Естатіусом і Сабою був частиною Нідерландських Антильських островів. 10 жовтня 2010 року став самоврядною державою зі значною автономією (status aparte) у складі Королівства Нідерландів.

## Демографія
Населення 40 917 осіб (2009), густота населення 974 особи/км².

### Мови
Офіційні мови — нідерландська та англійська мови. Англійською розмовляє більшість населення, також поширена іспанська мова, а також креольська мова пап'яменто.

### Релігія

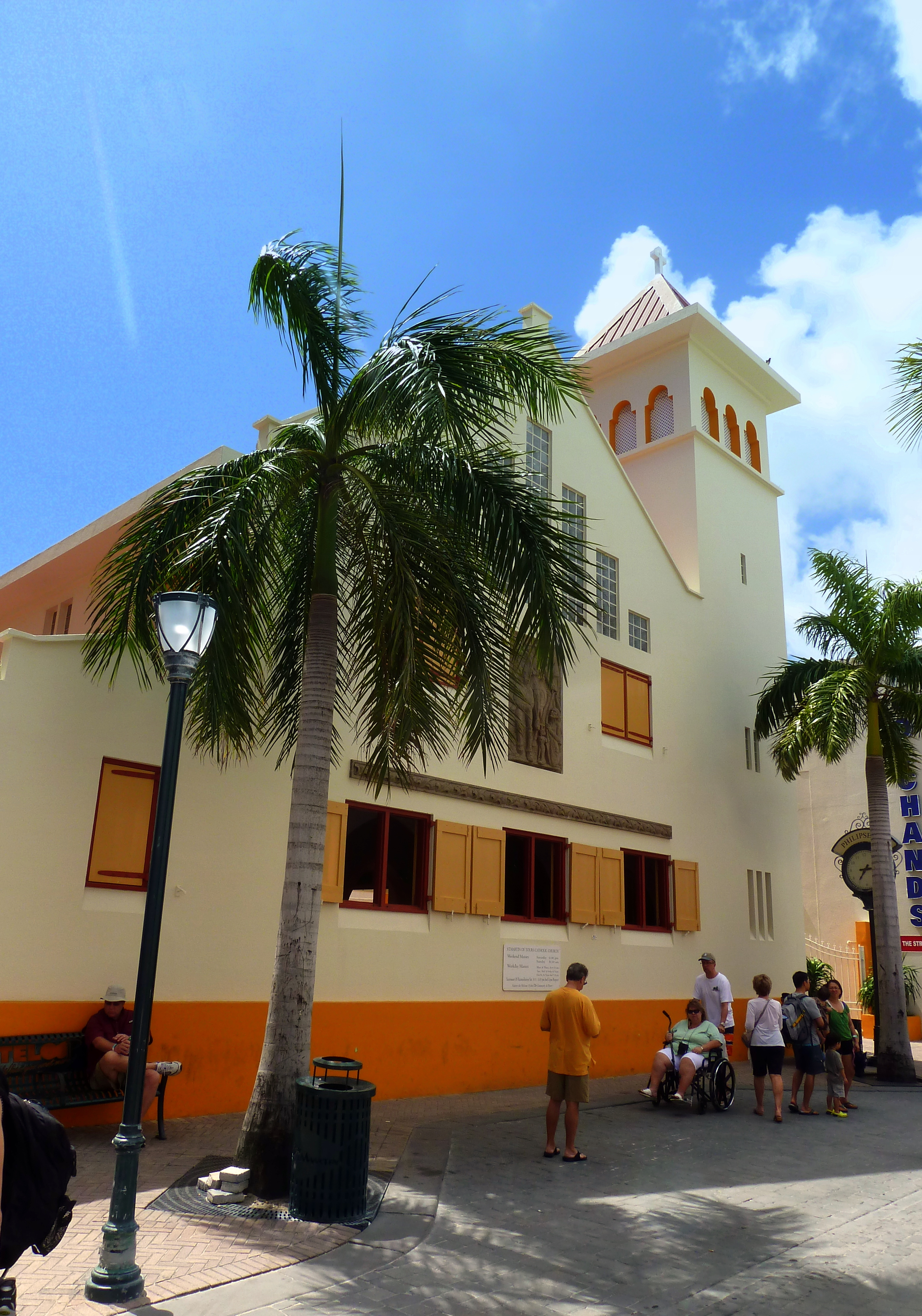
Церква Святого Мартіна

39 % мешканців є парафіянами Римо-католицької церкви, 12 % — п'ятдесятники, 11 % — методисти.

## Економіка

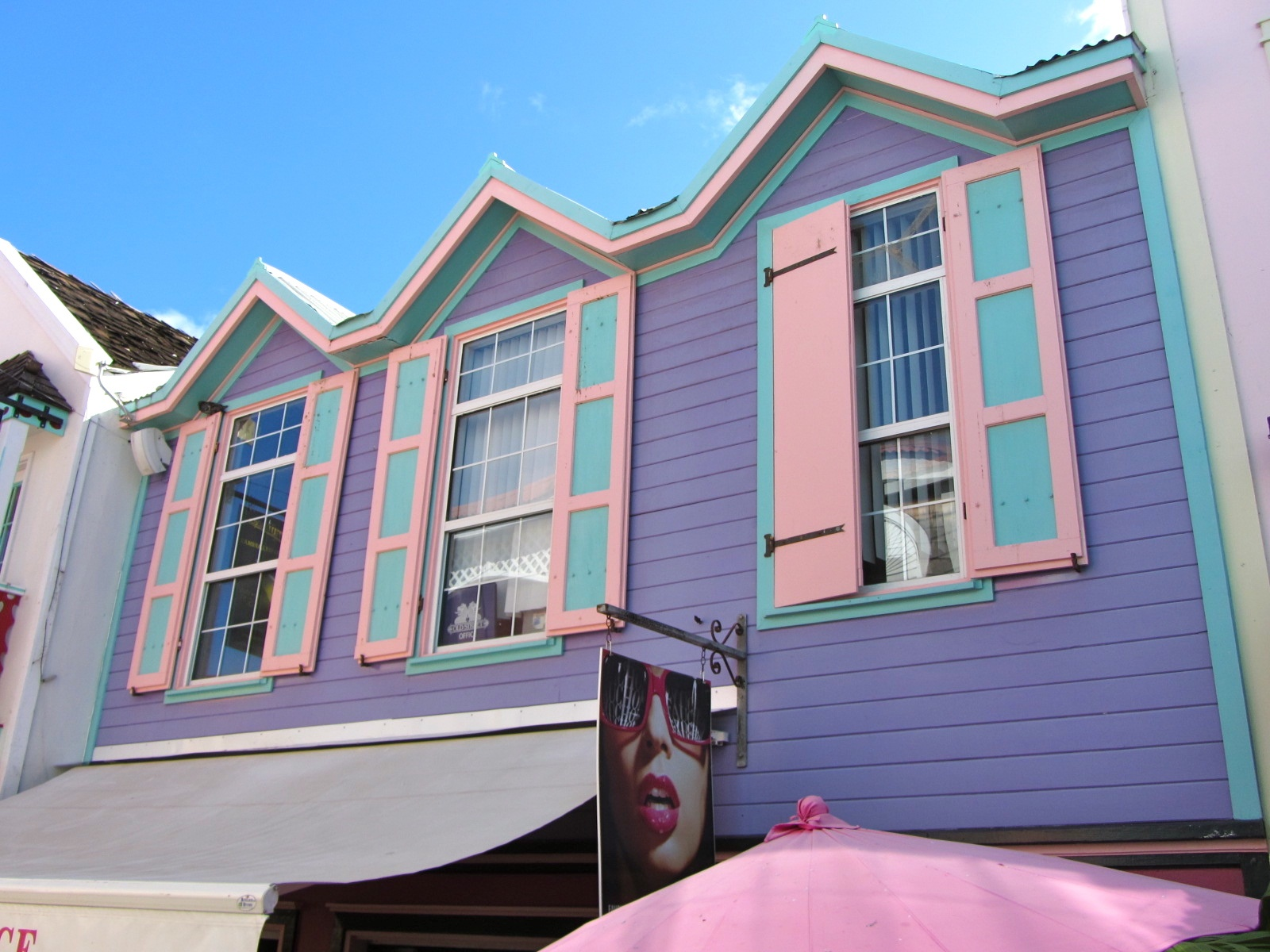
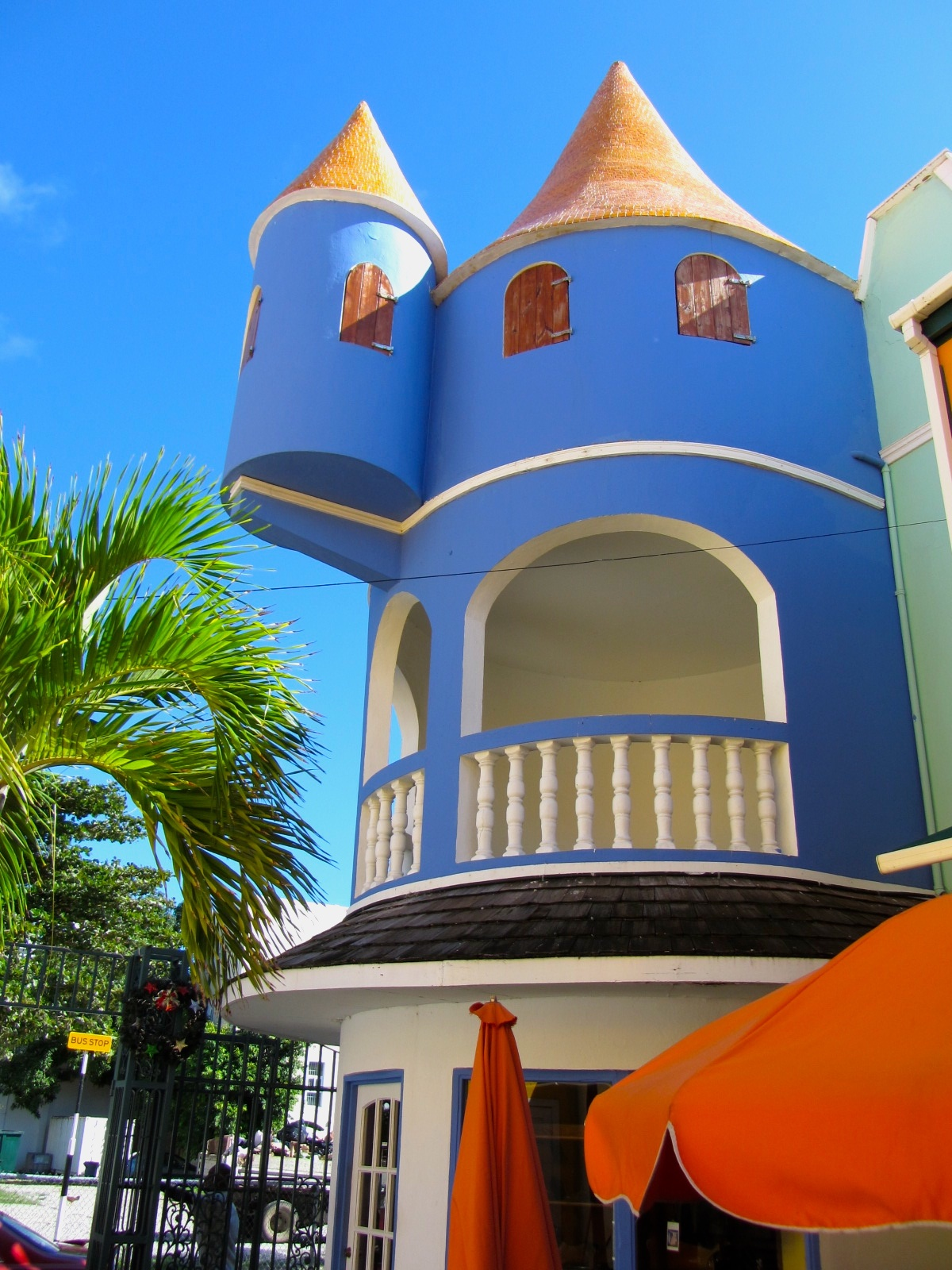
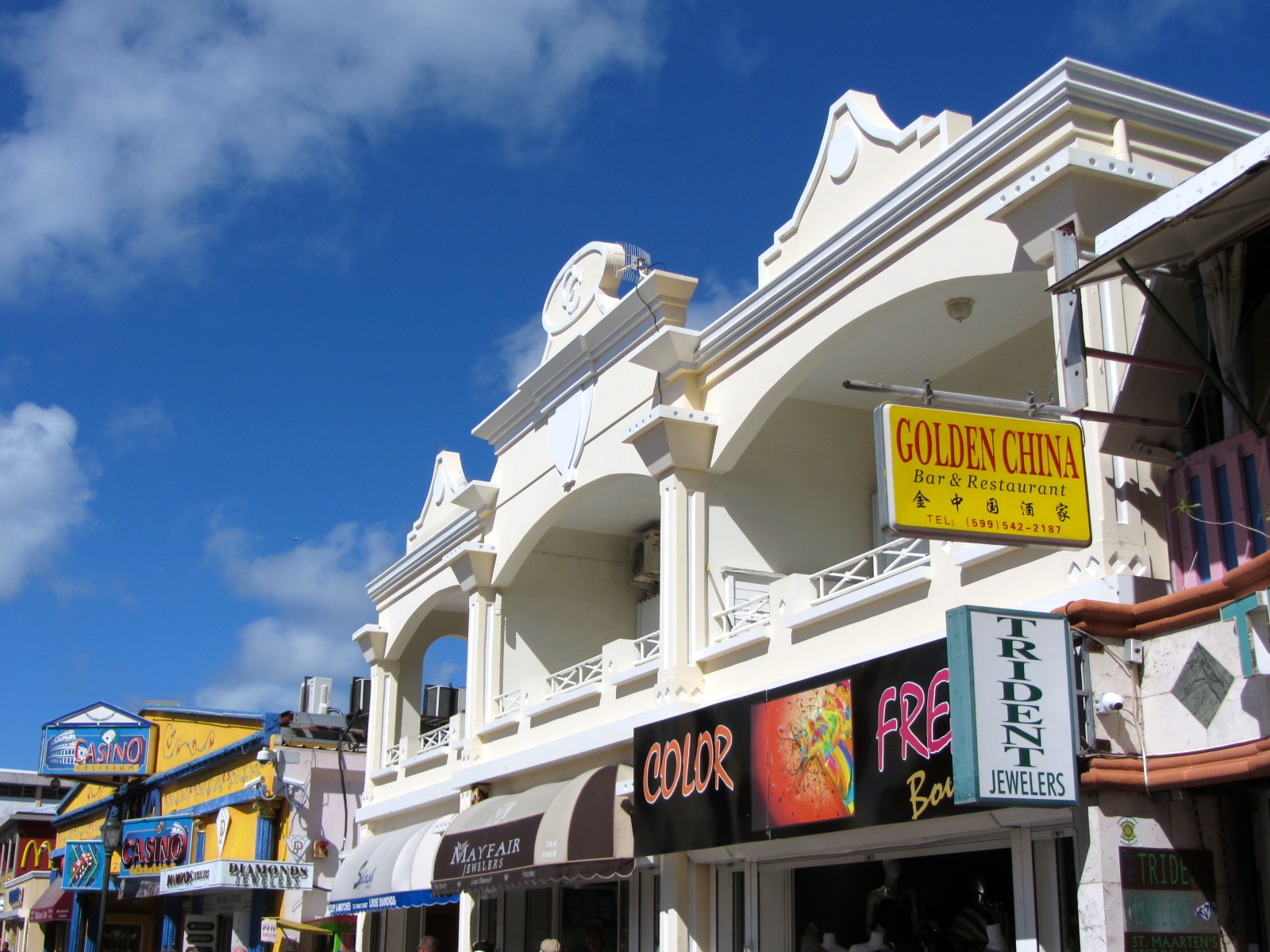
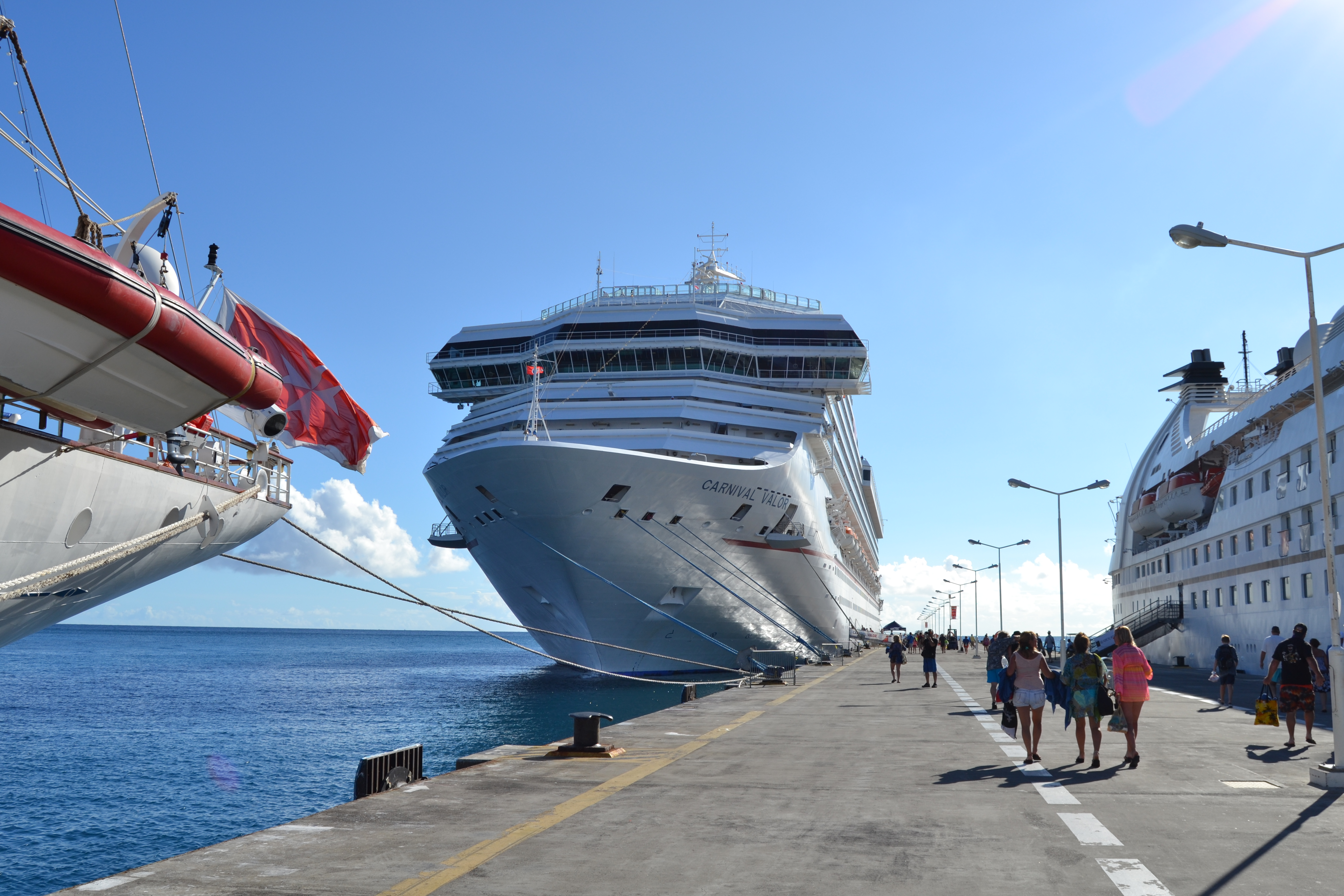
Океанський лайнер у порту
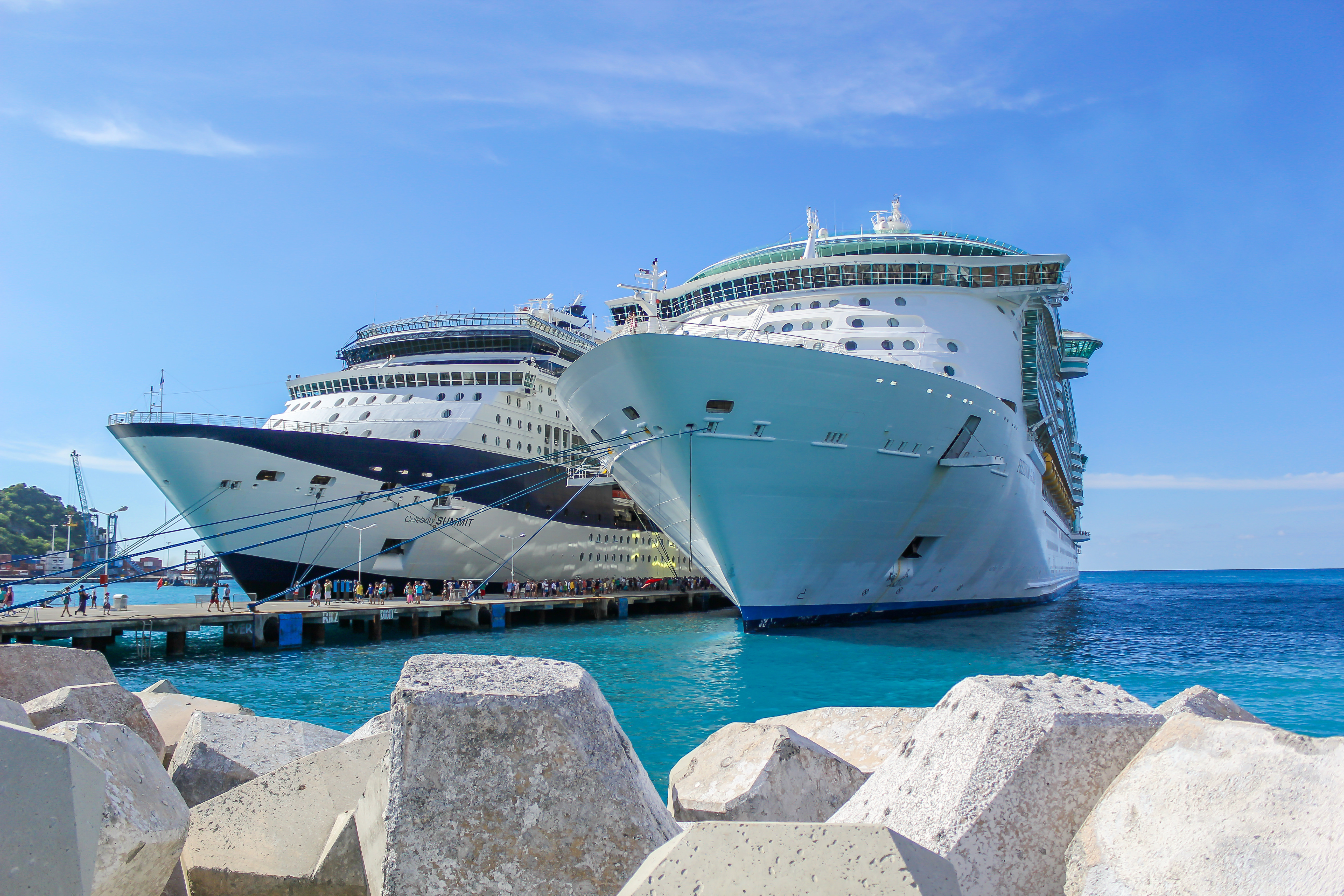
Океанські лайнери Celebrity Summit і Freedom of the Seas у порту
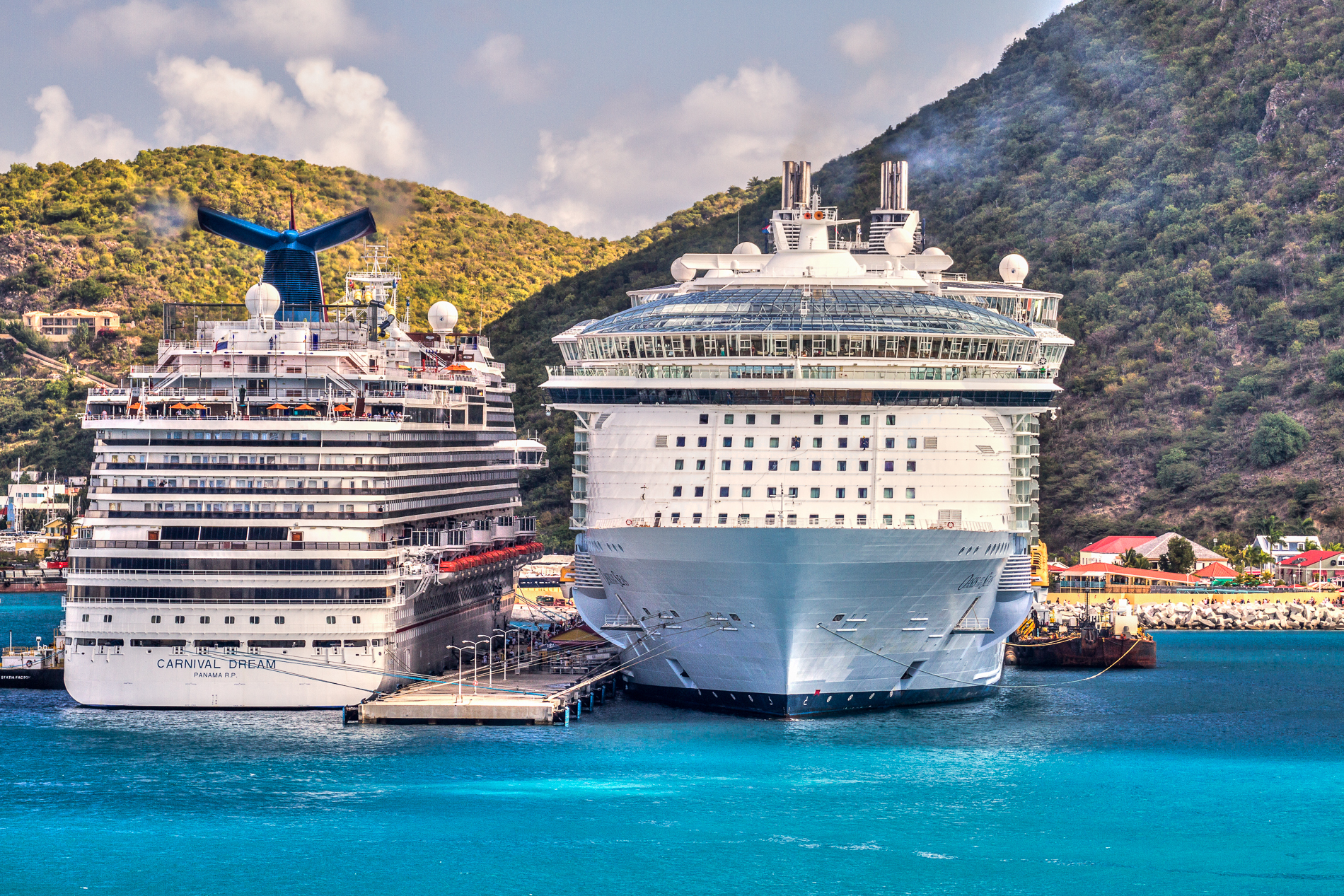
Лайнери Oasis of the Seas та Carnival Dream
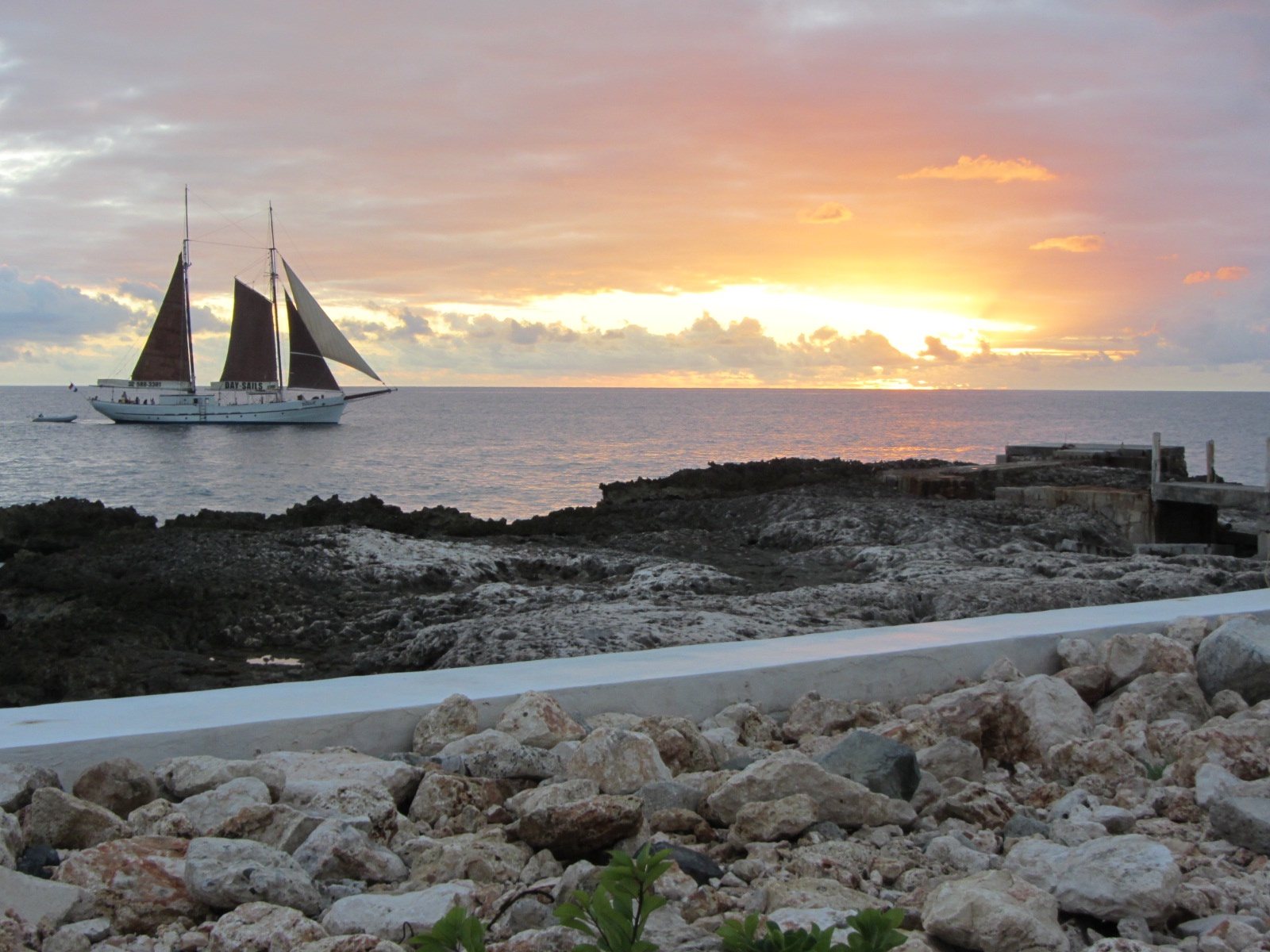
Готель
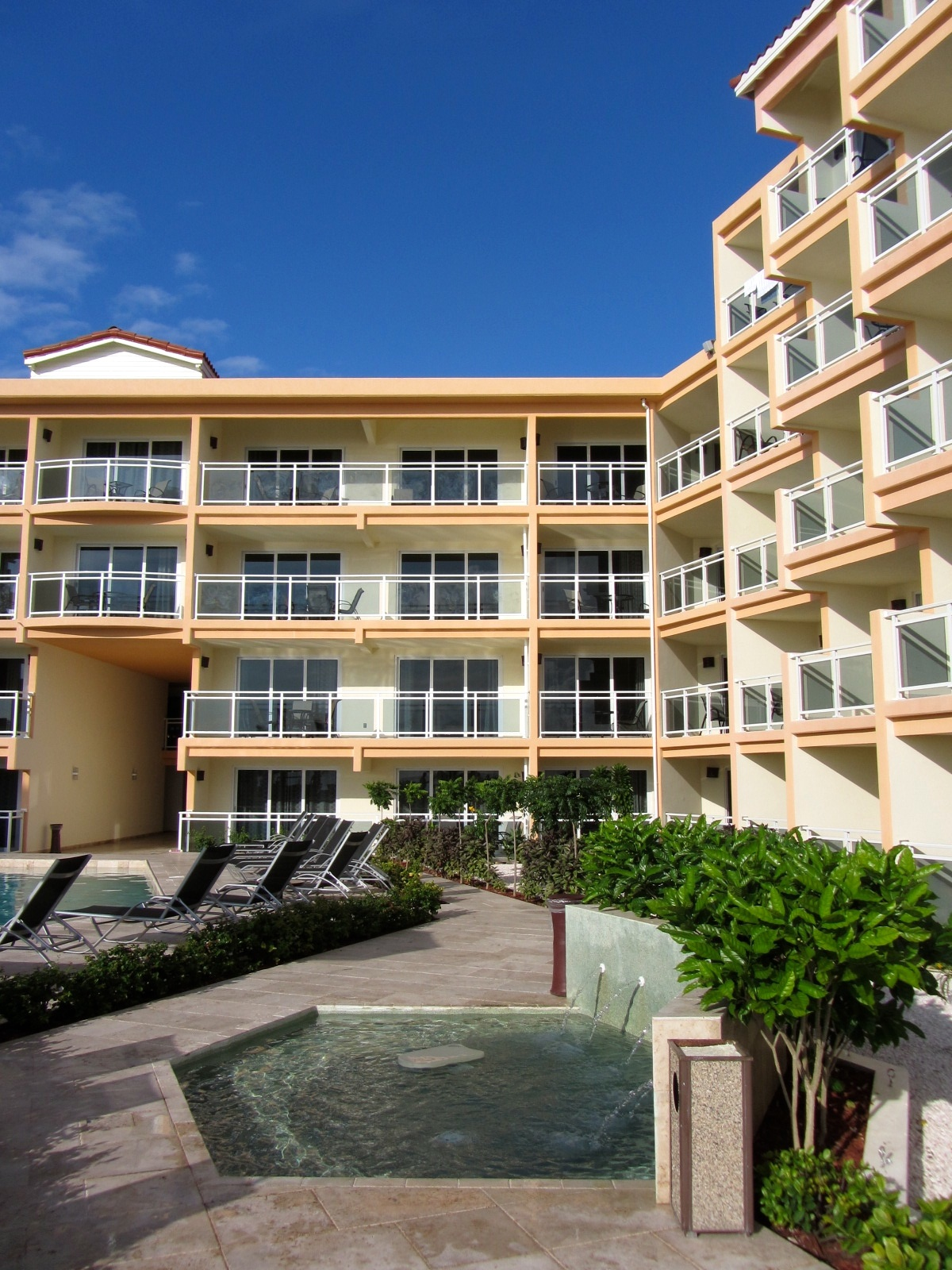
Готель Caravanserai Resort
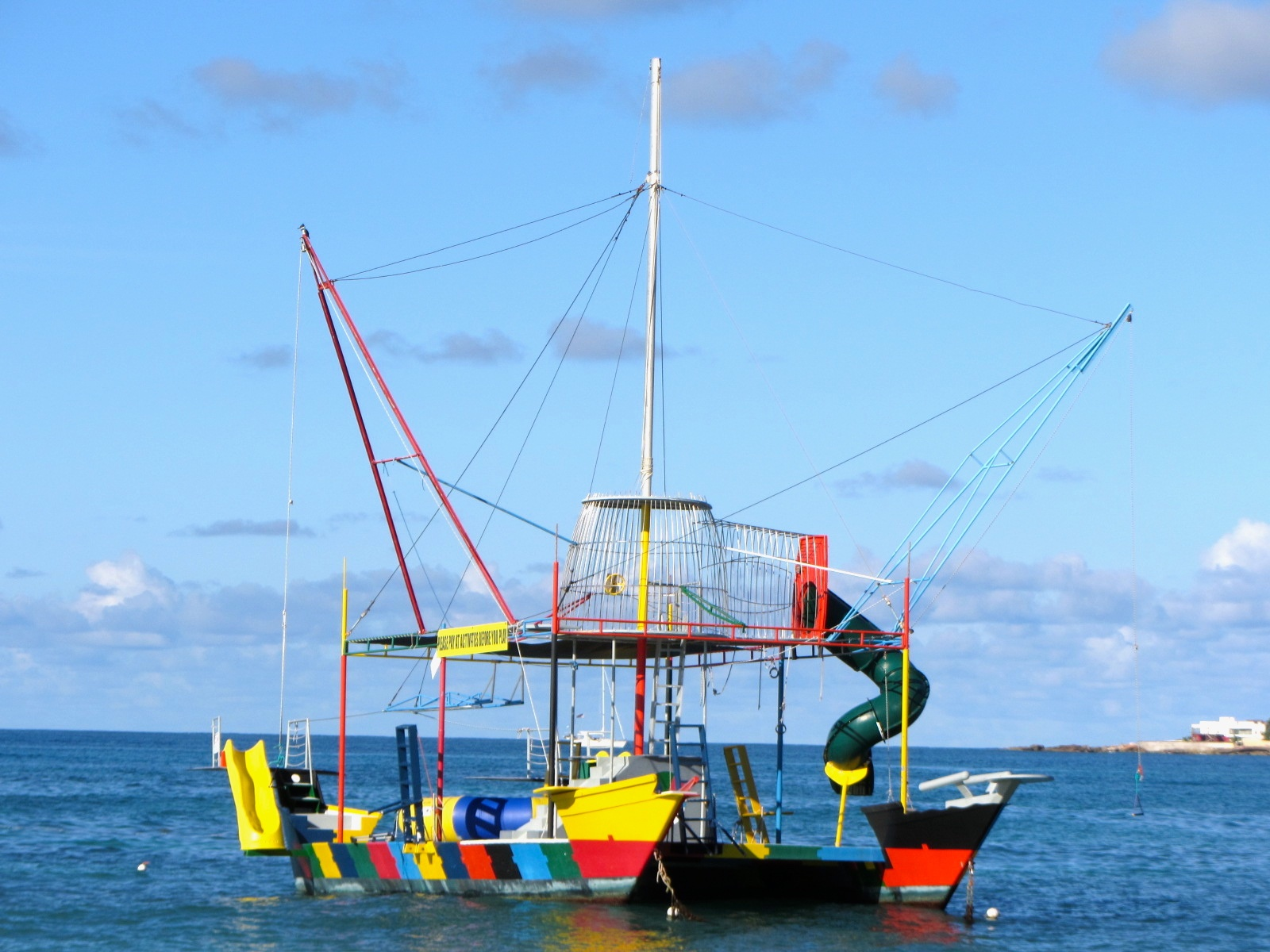
Дитячий майданчик у морі
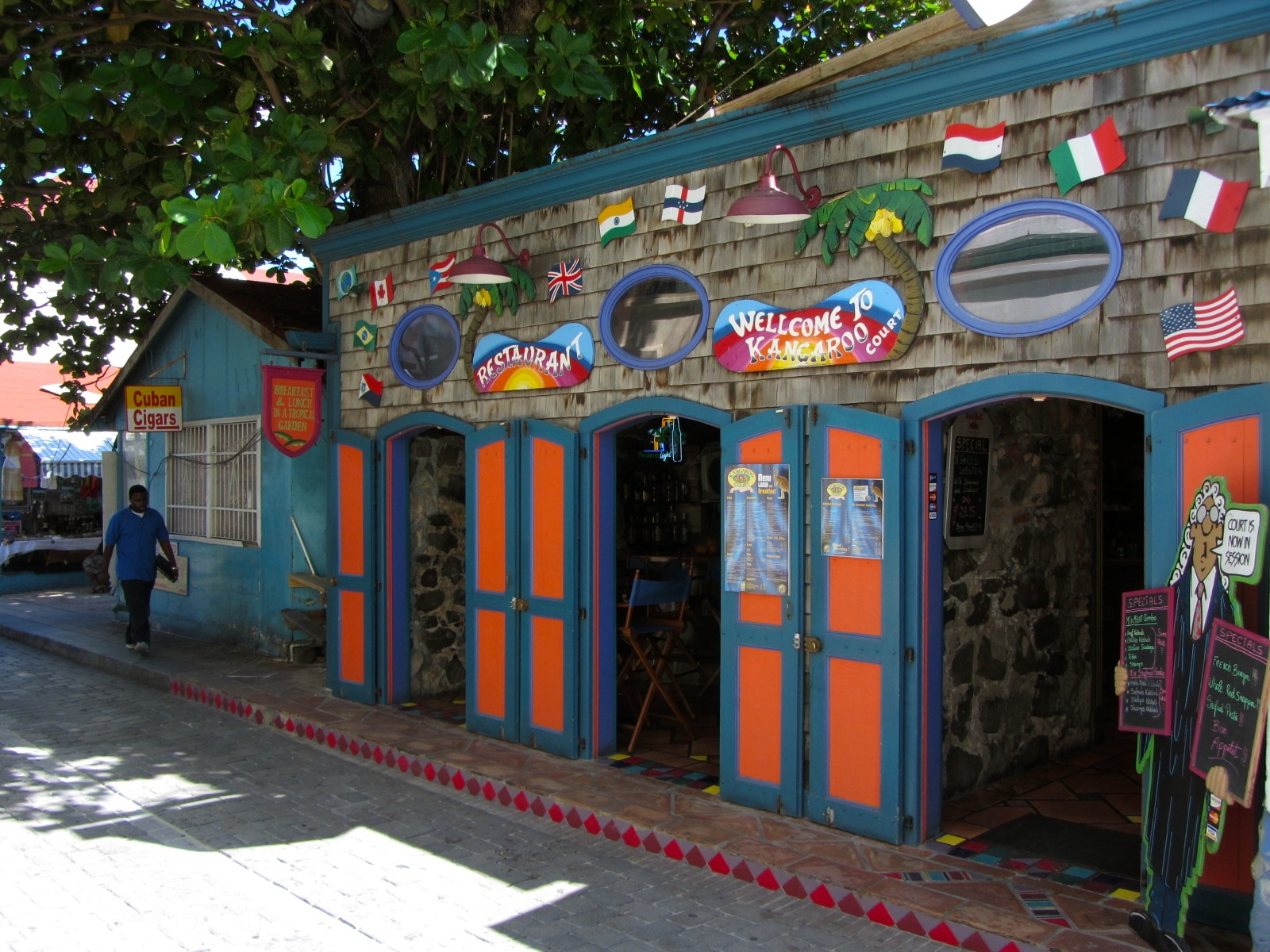
Ресторан
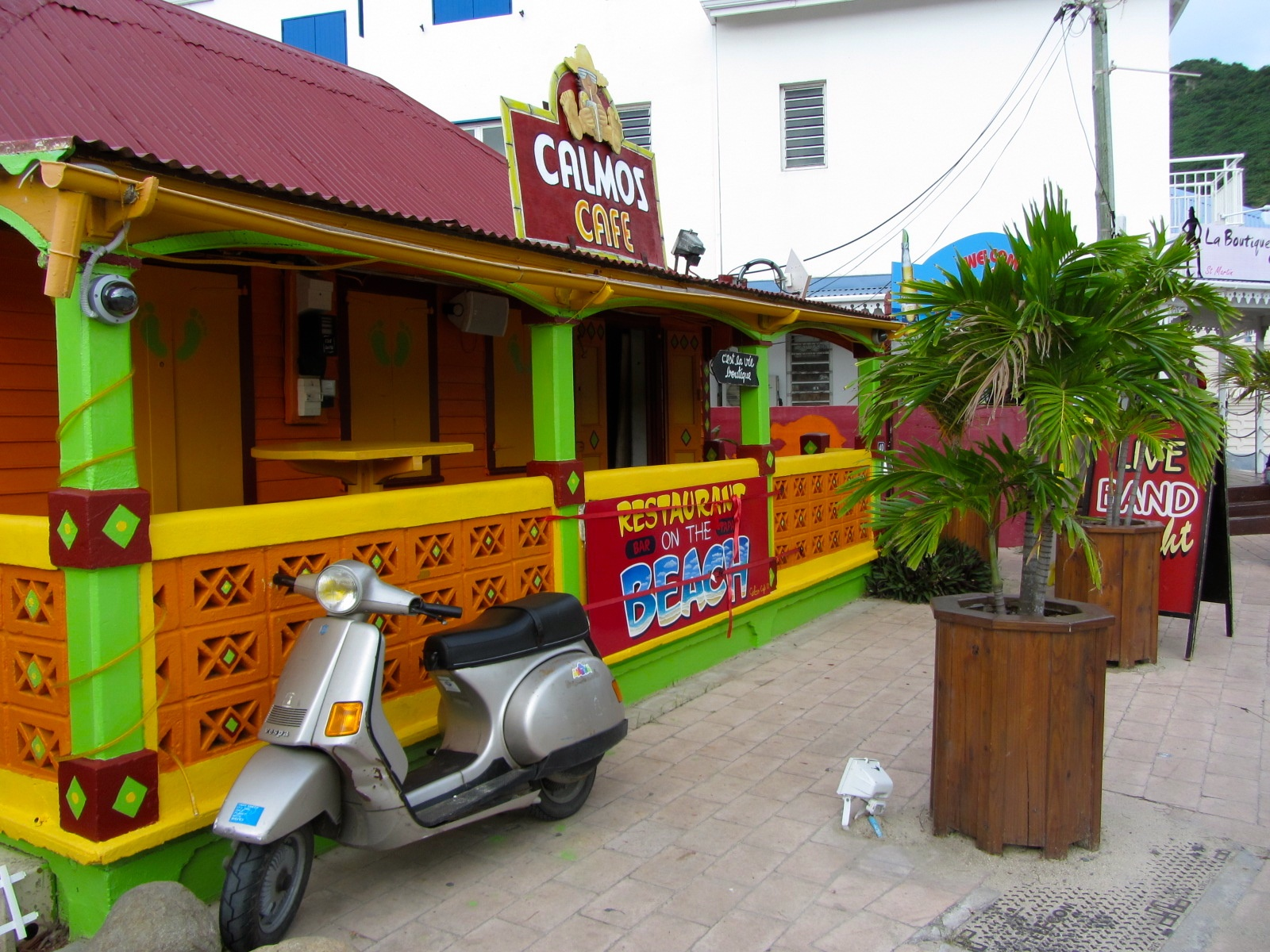
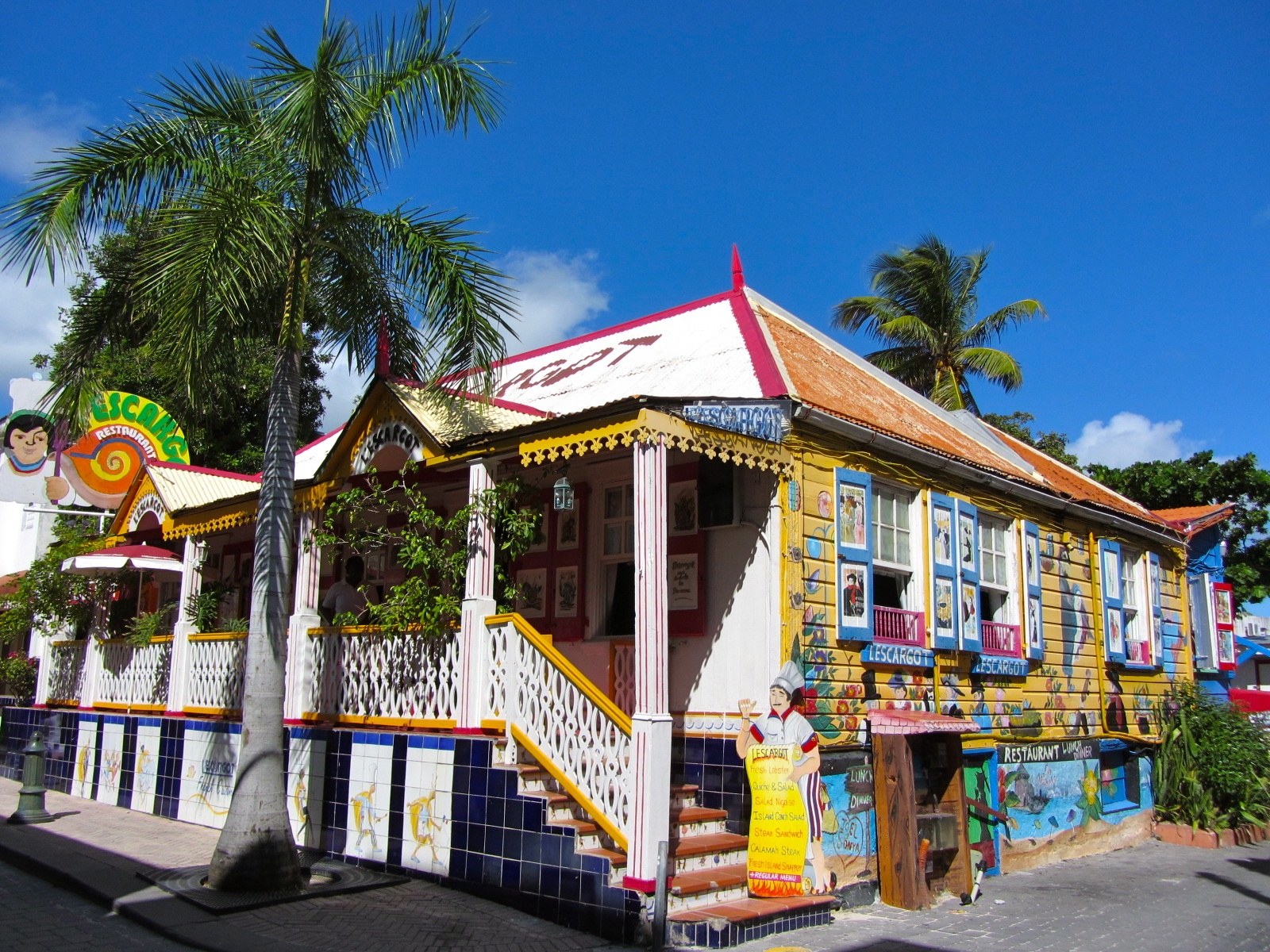
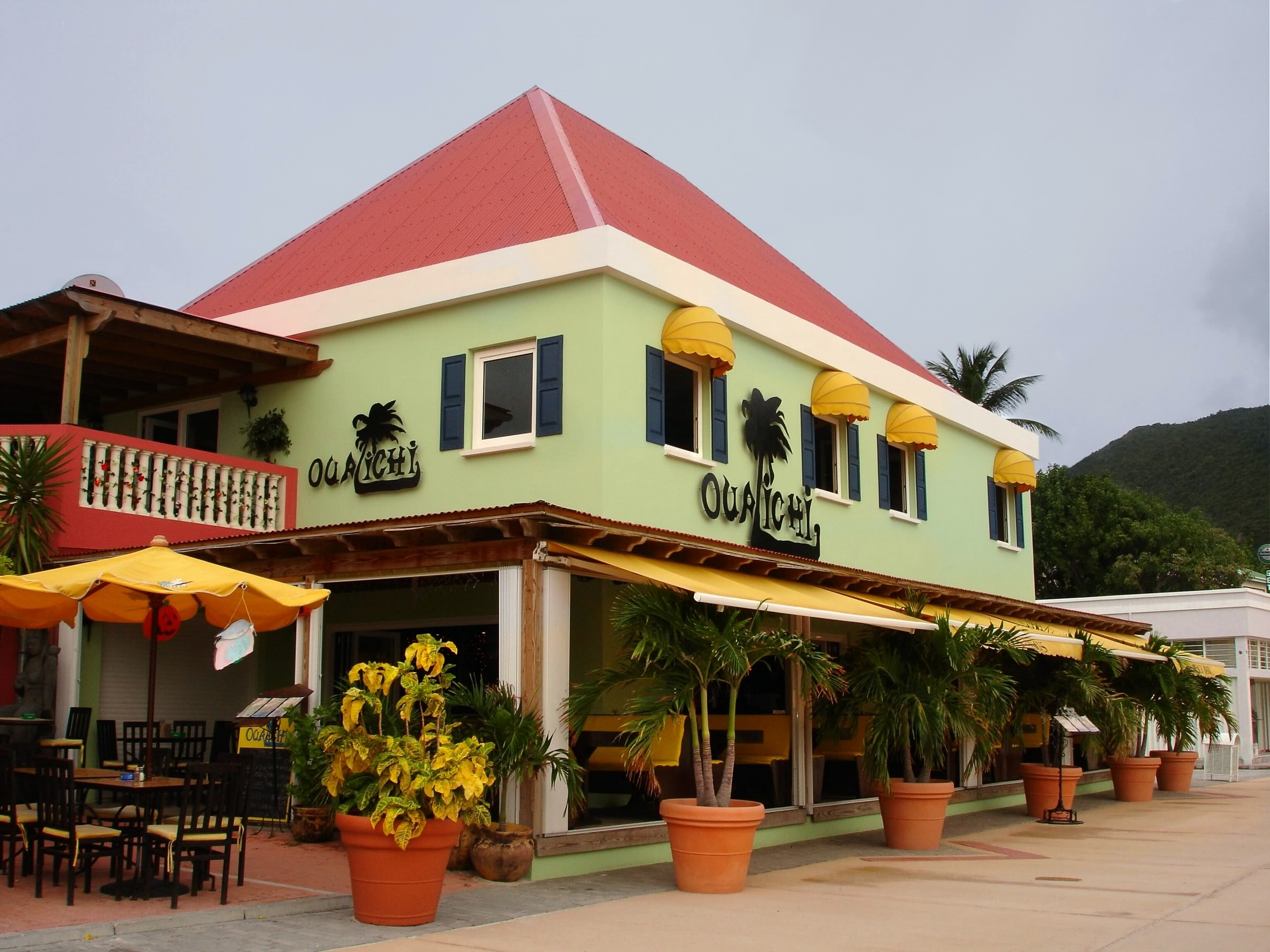
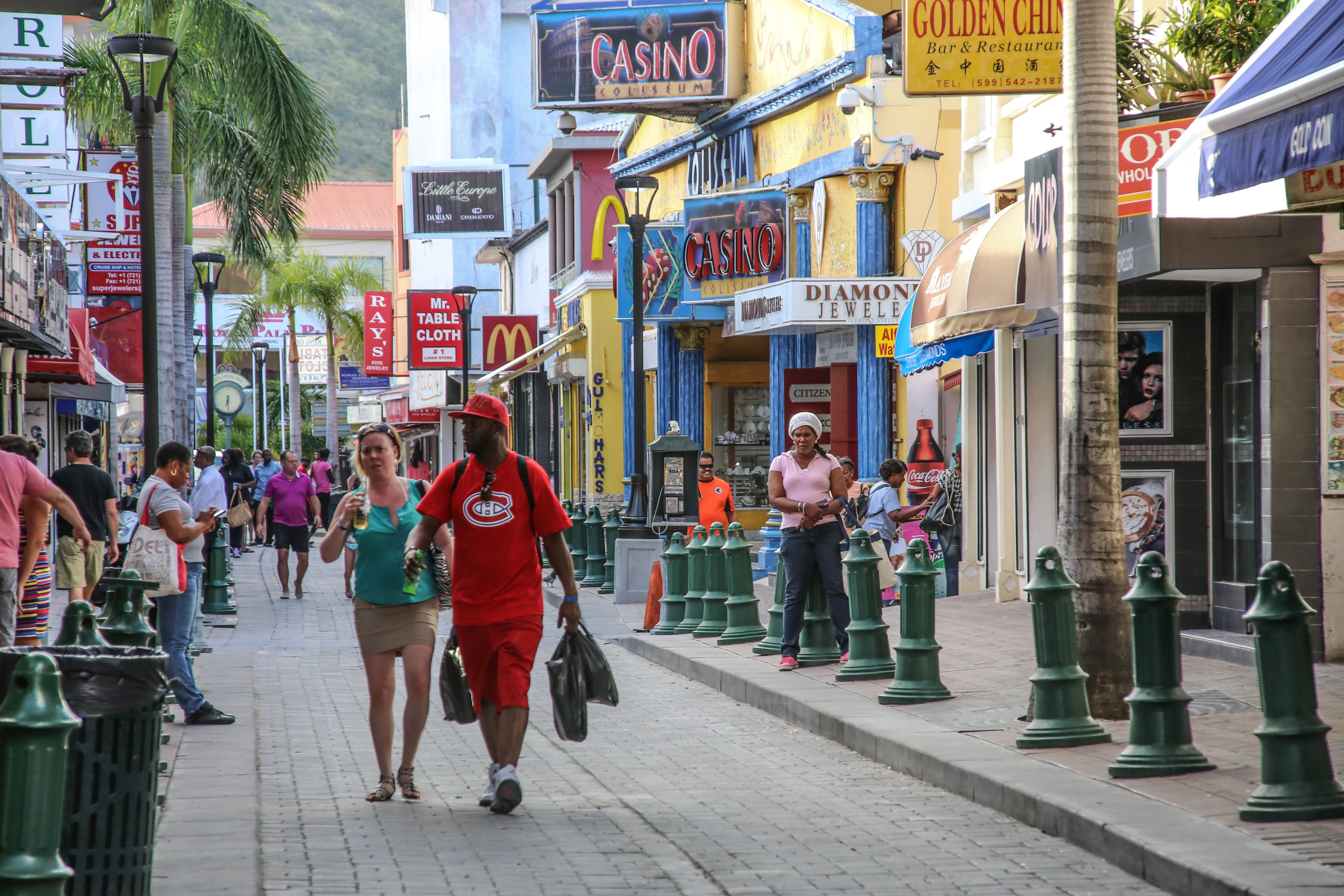
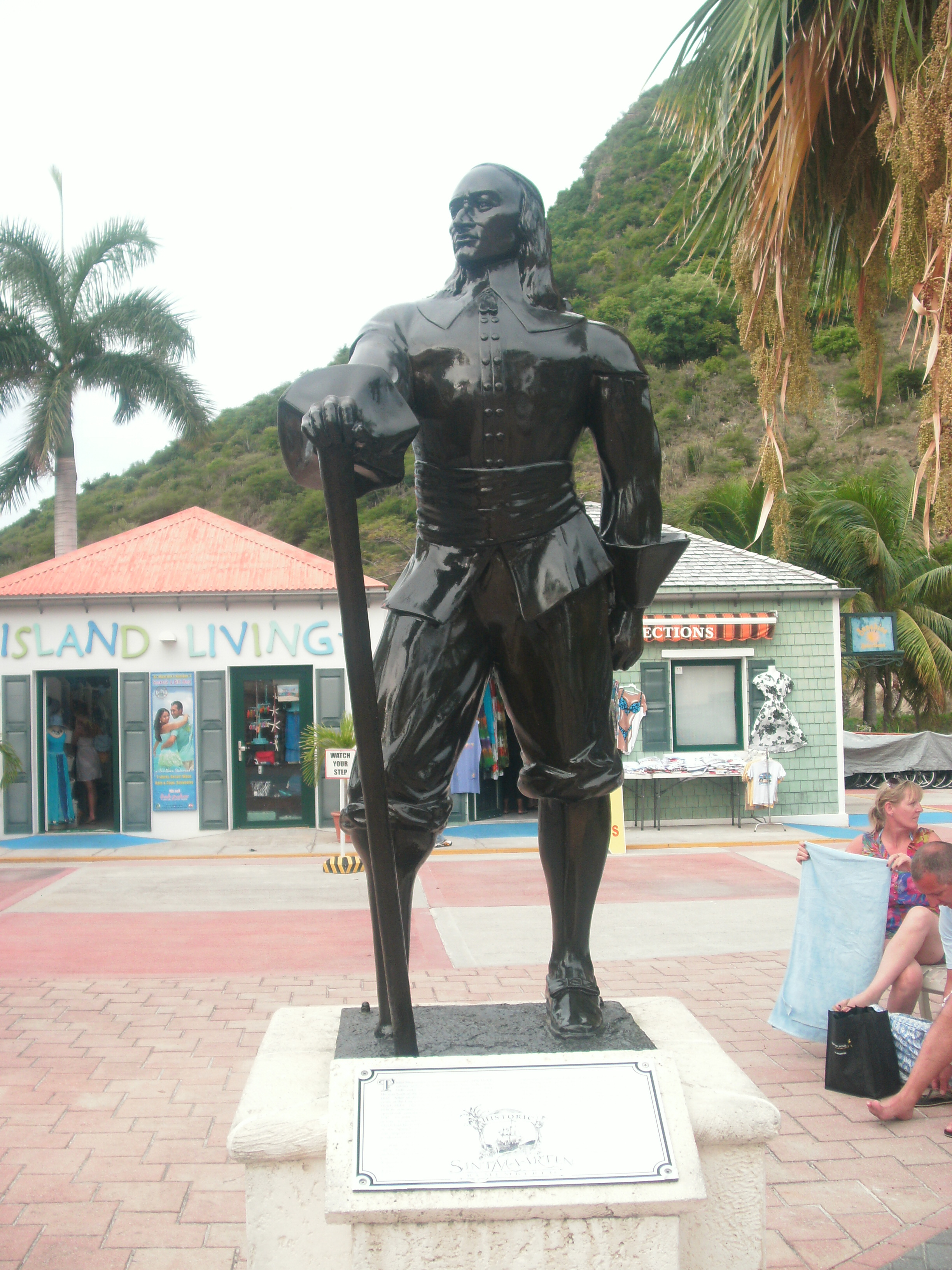
Пам'ятник Пітеру Стаувесанту
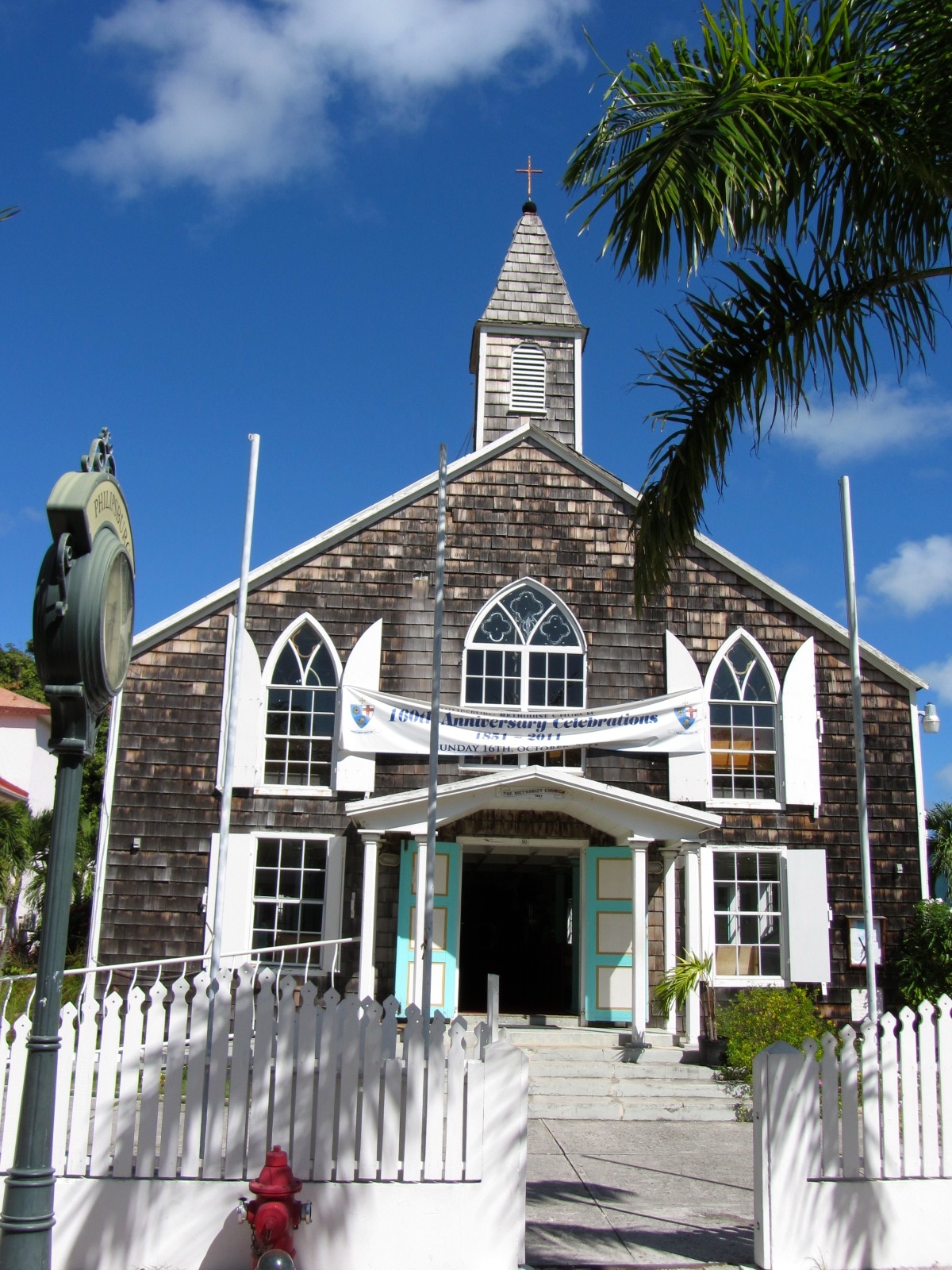
Методистська церква
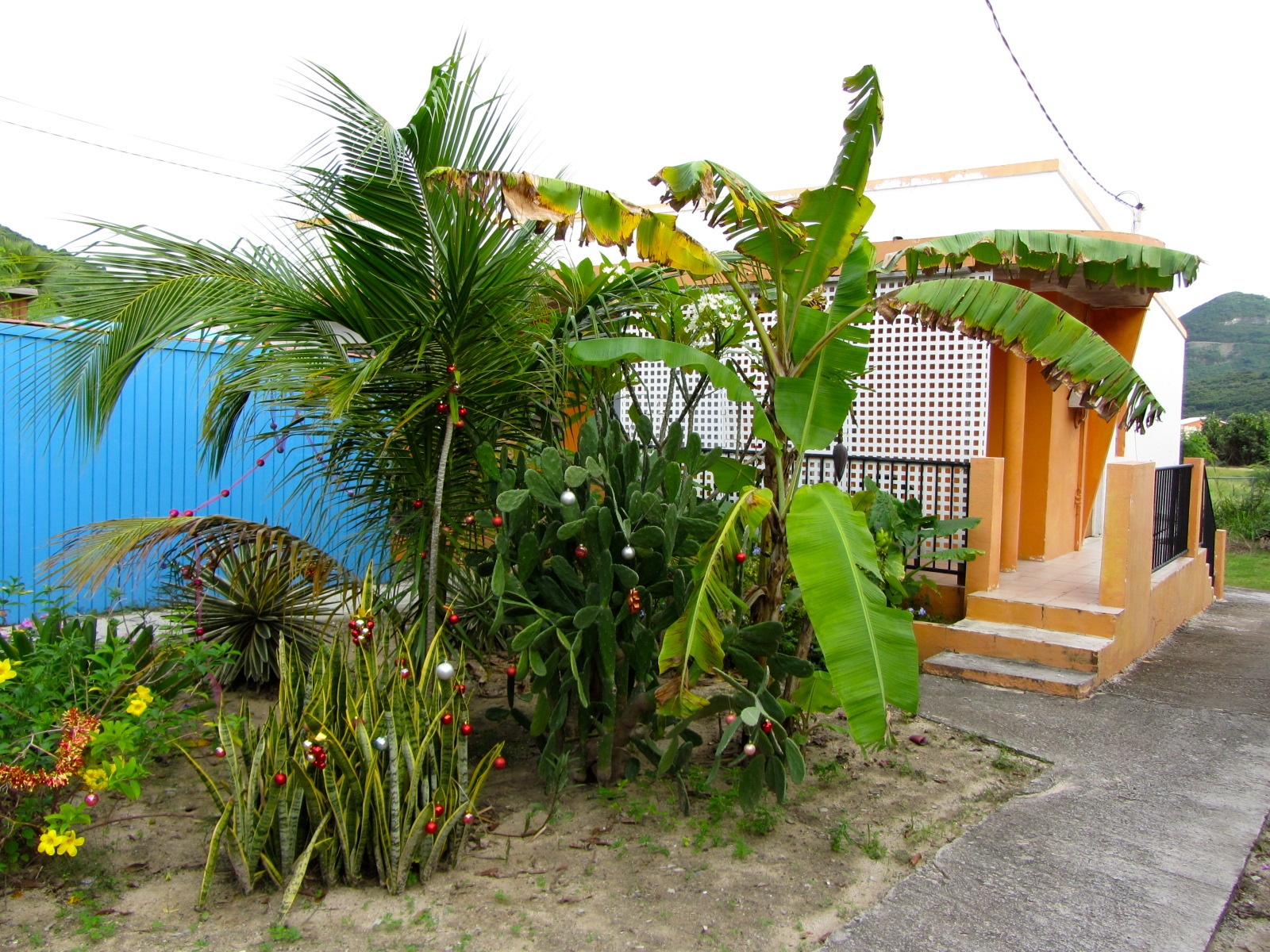
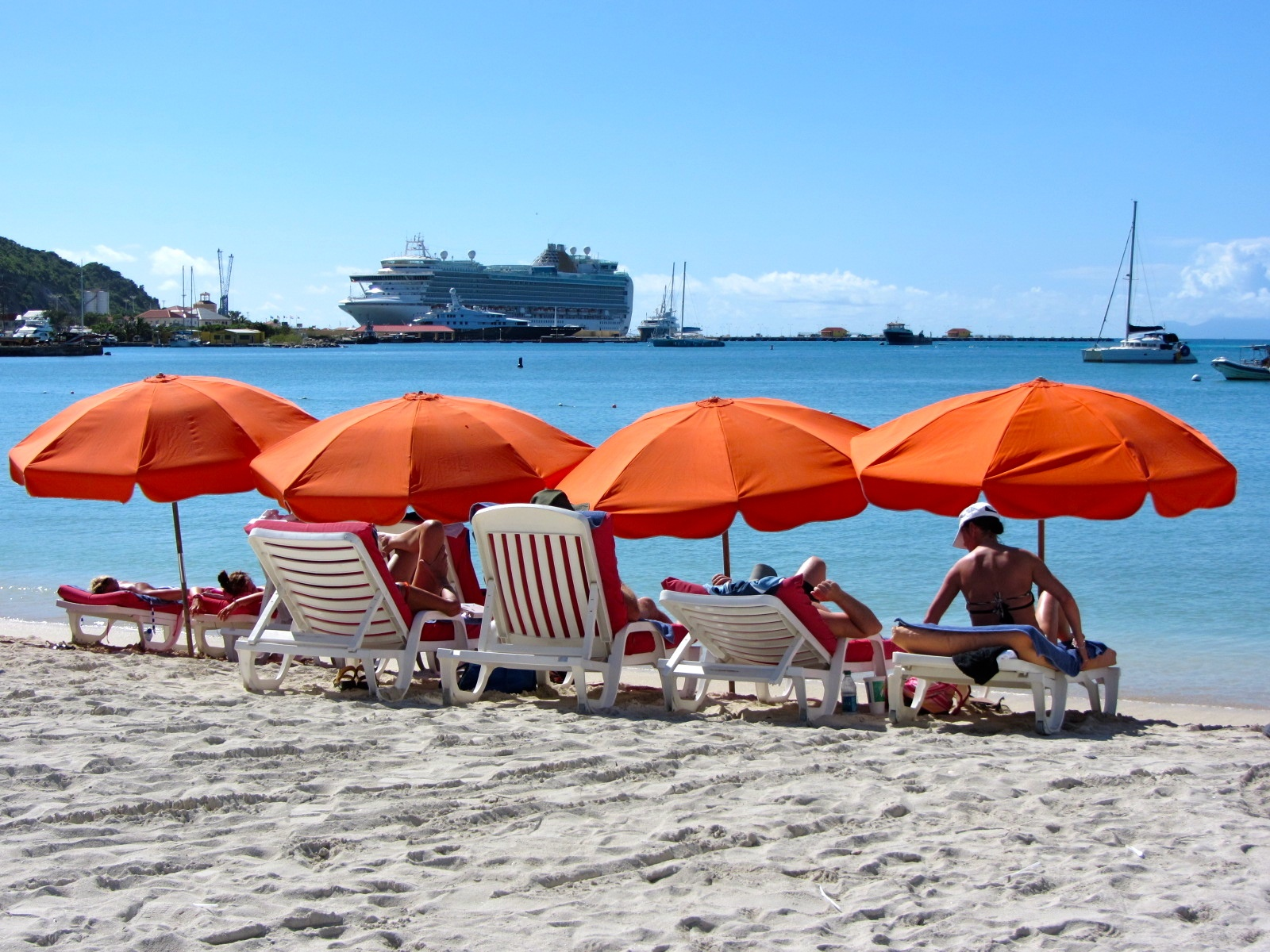
Пляж
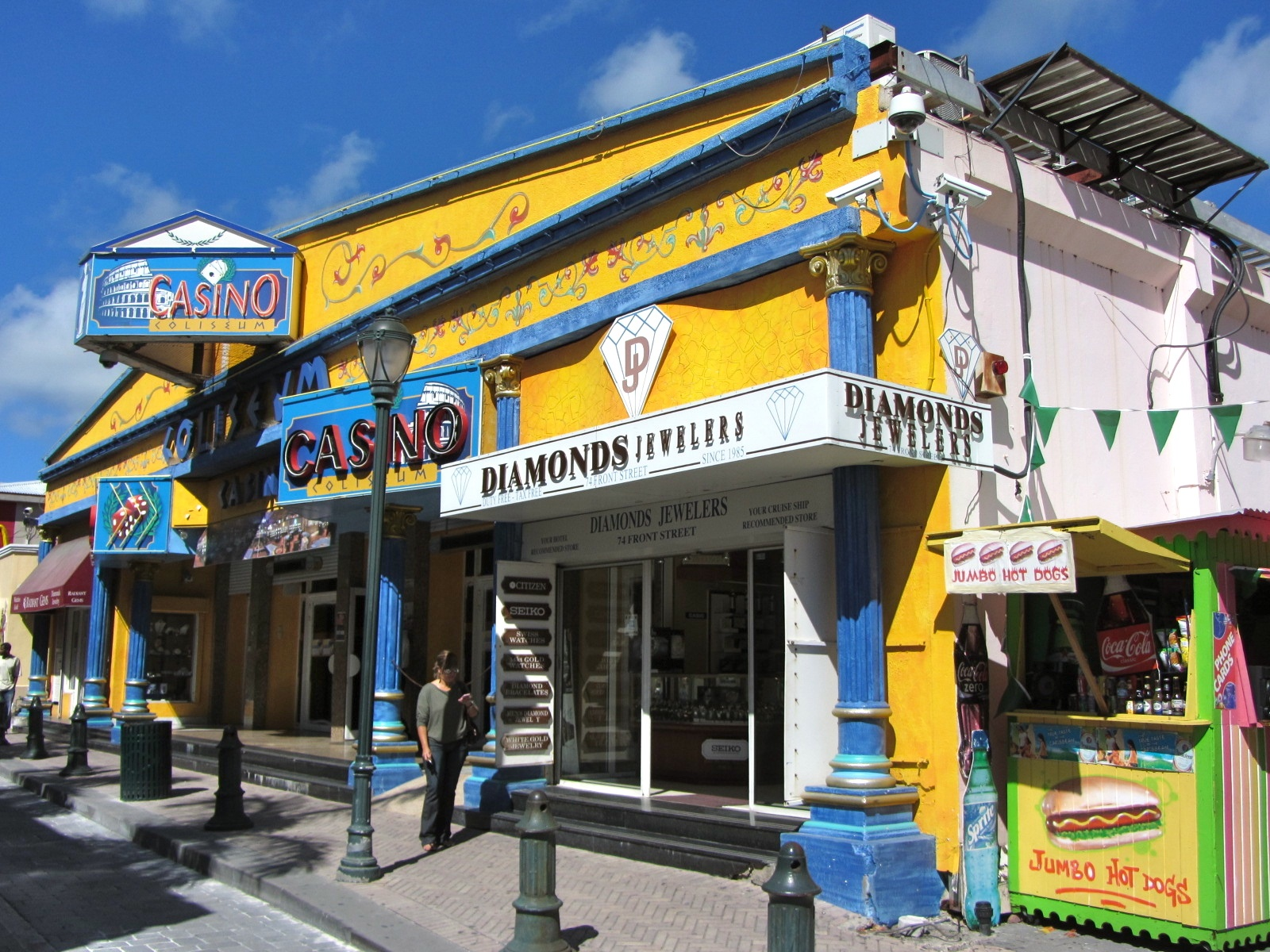
Казіно
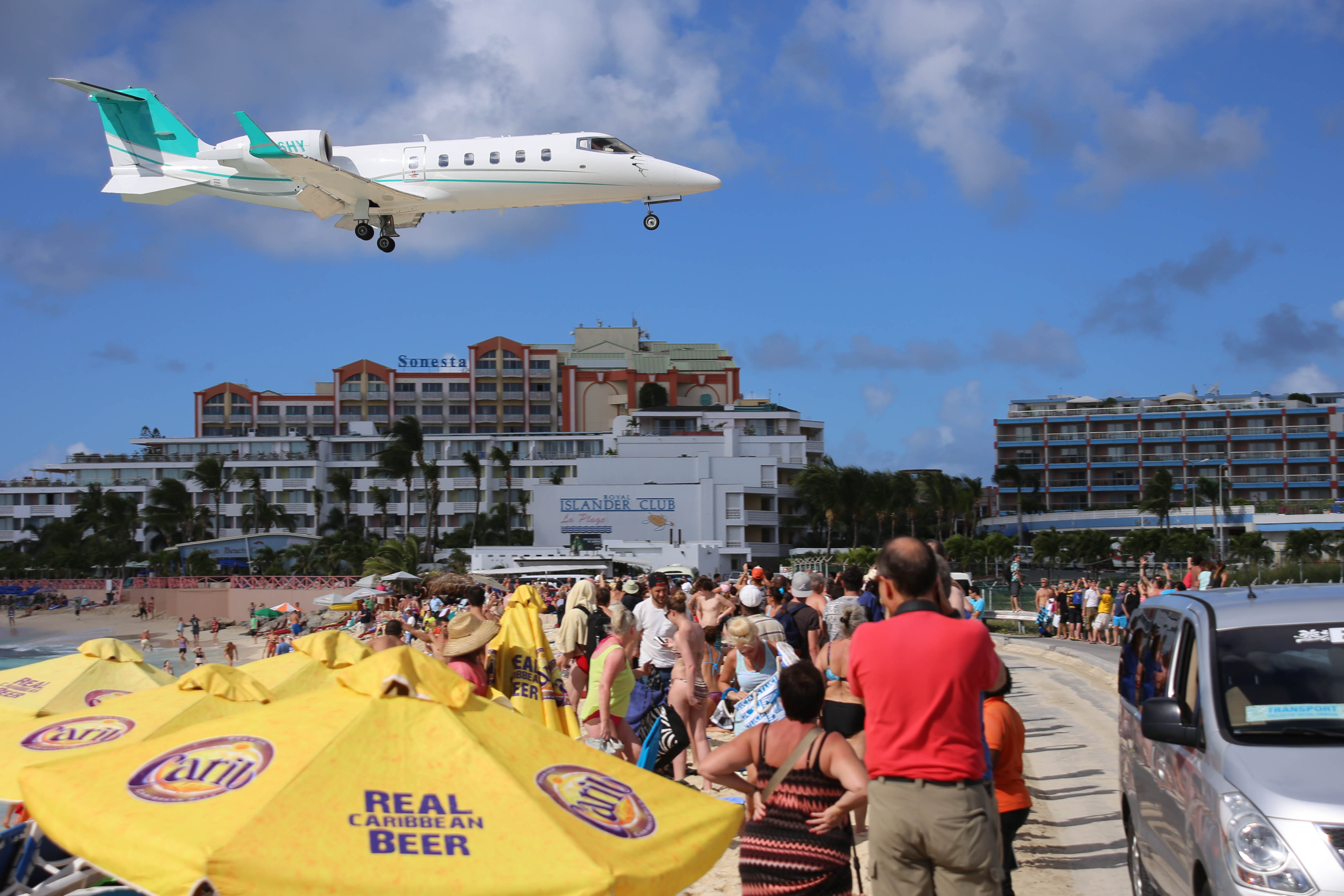
Літак Learjet іде на посадку (аеродром розташований прямо біля пляжу)
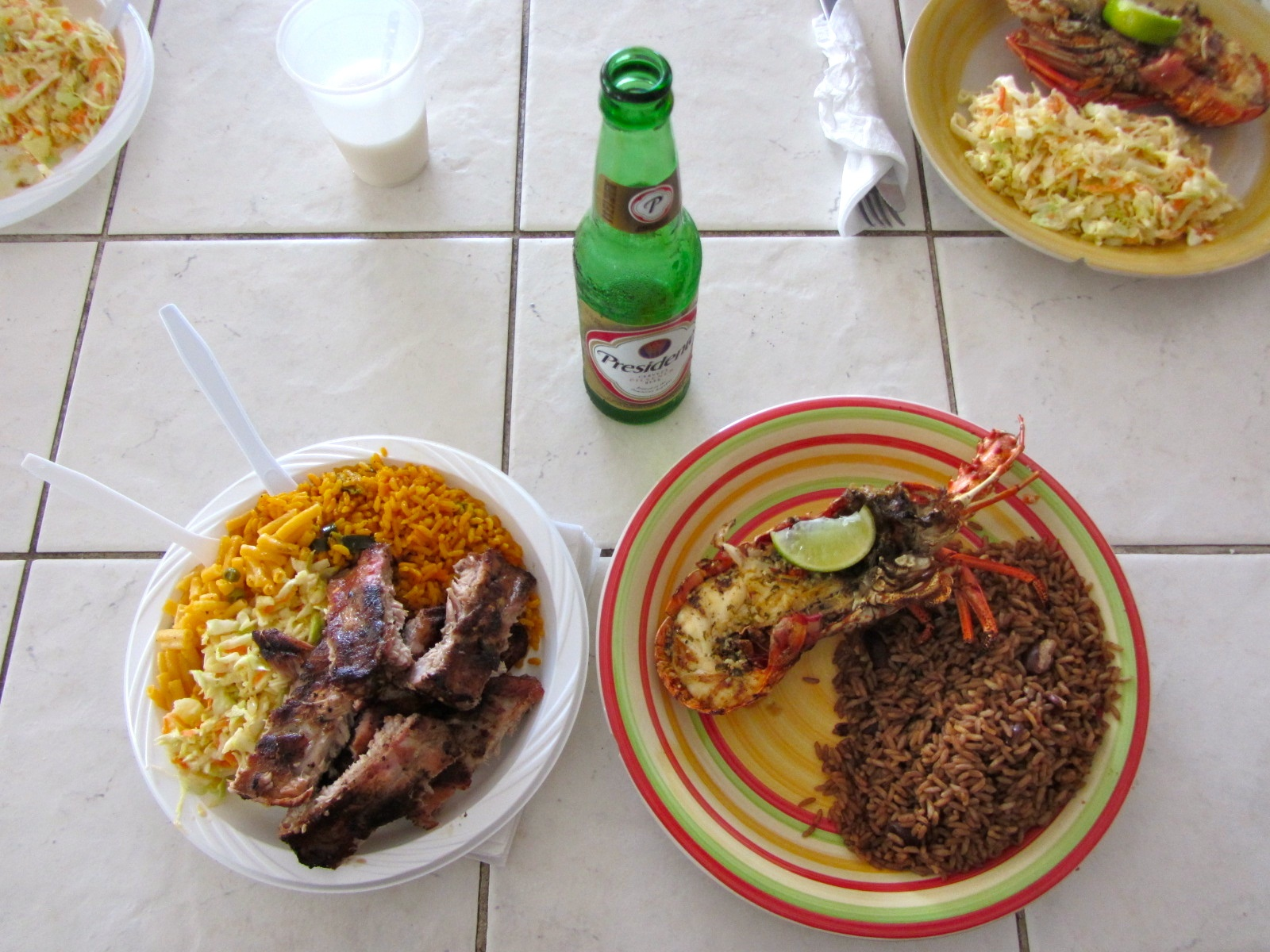
Кухня
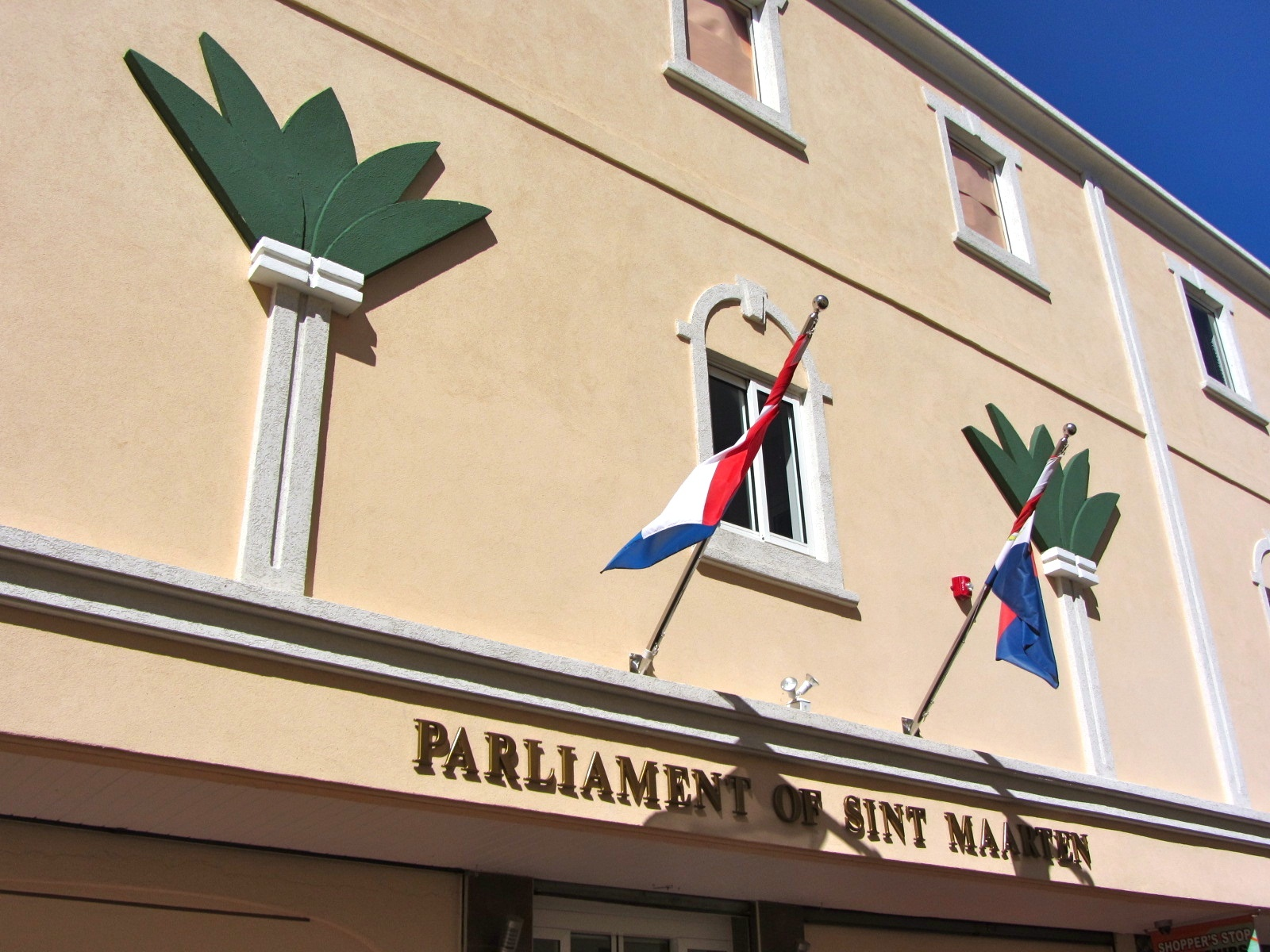
Парламент Сінт-Мартену
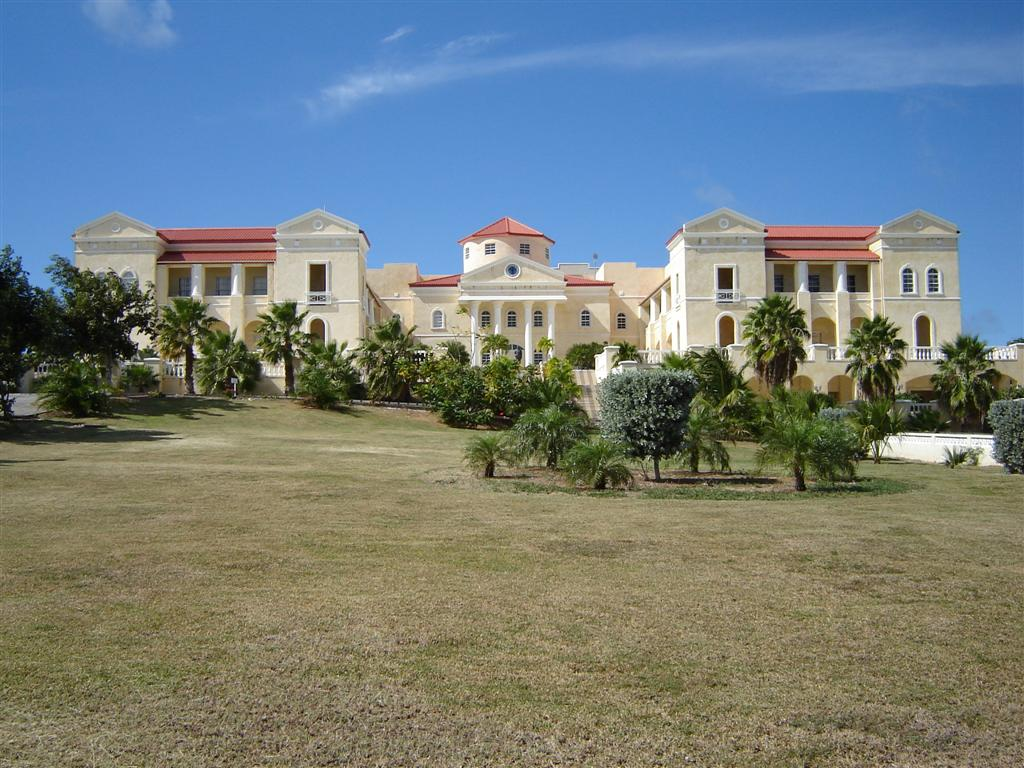
Американський університет
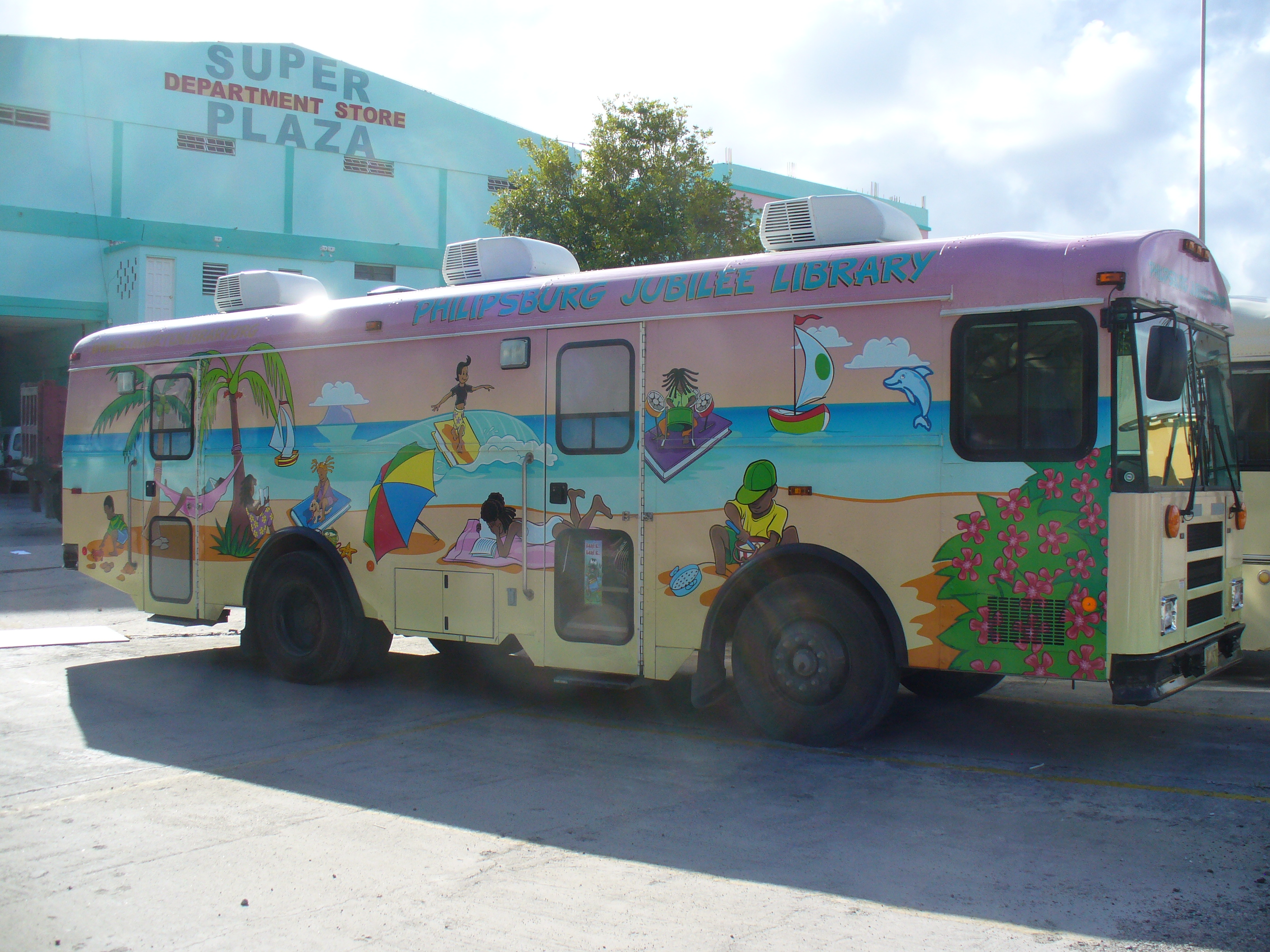
Мобільна публічна бібліотека
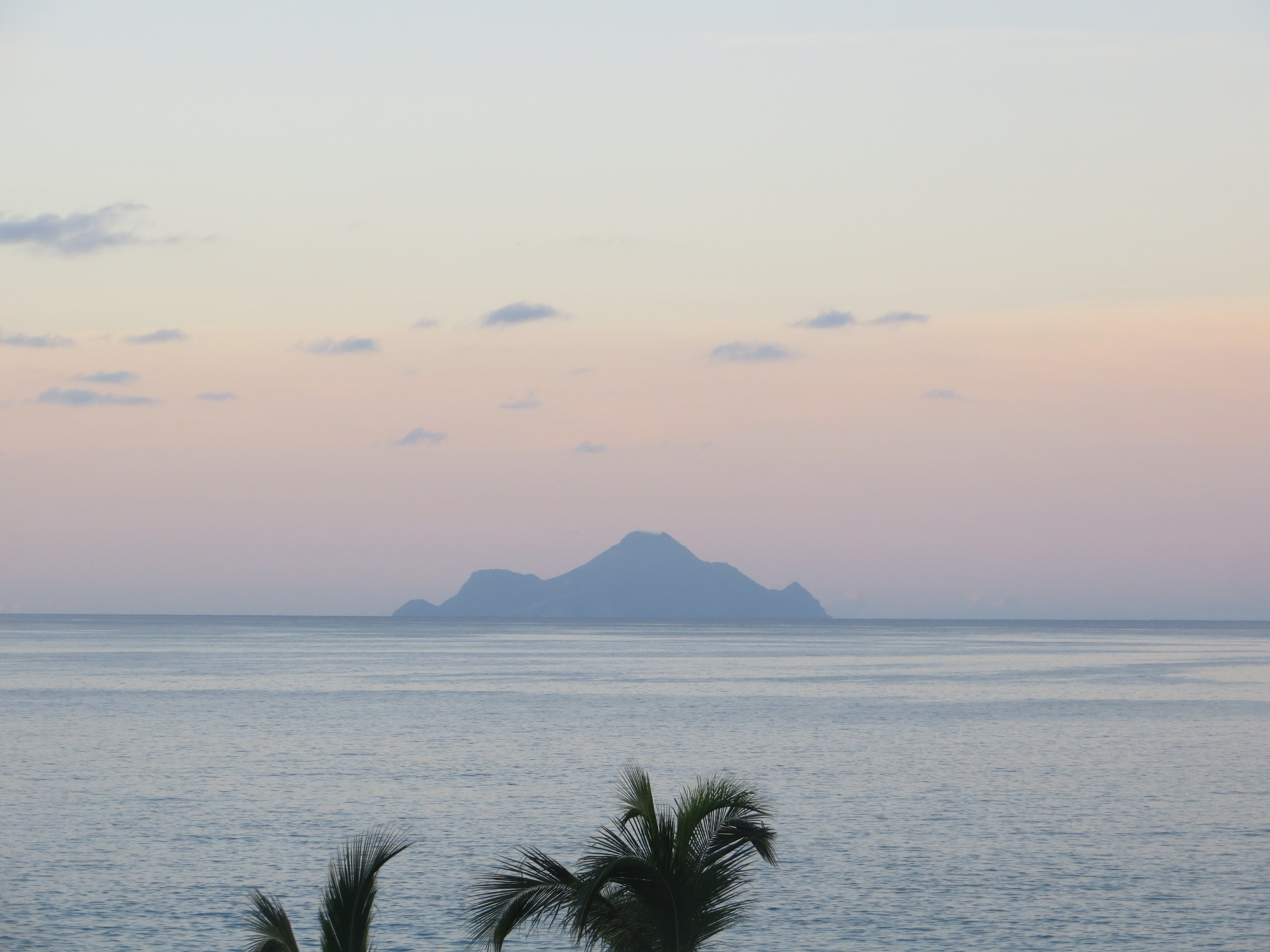
Захід сонця
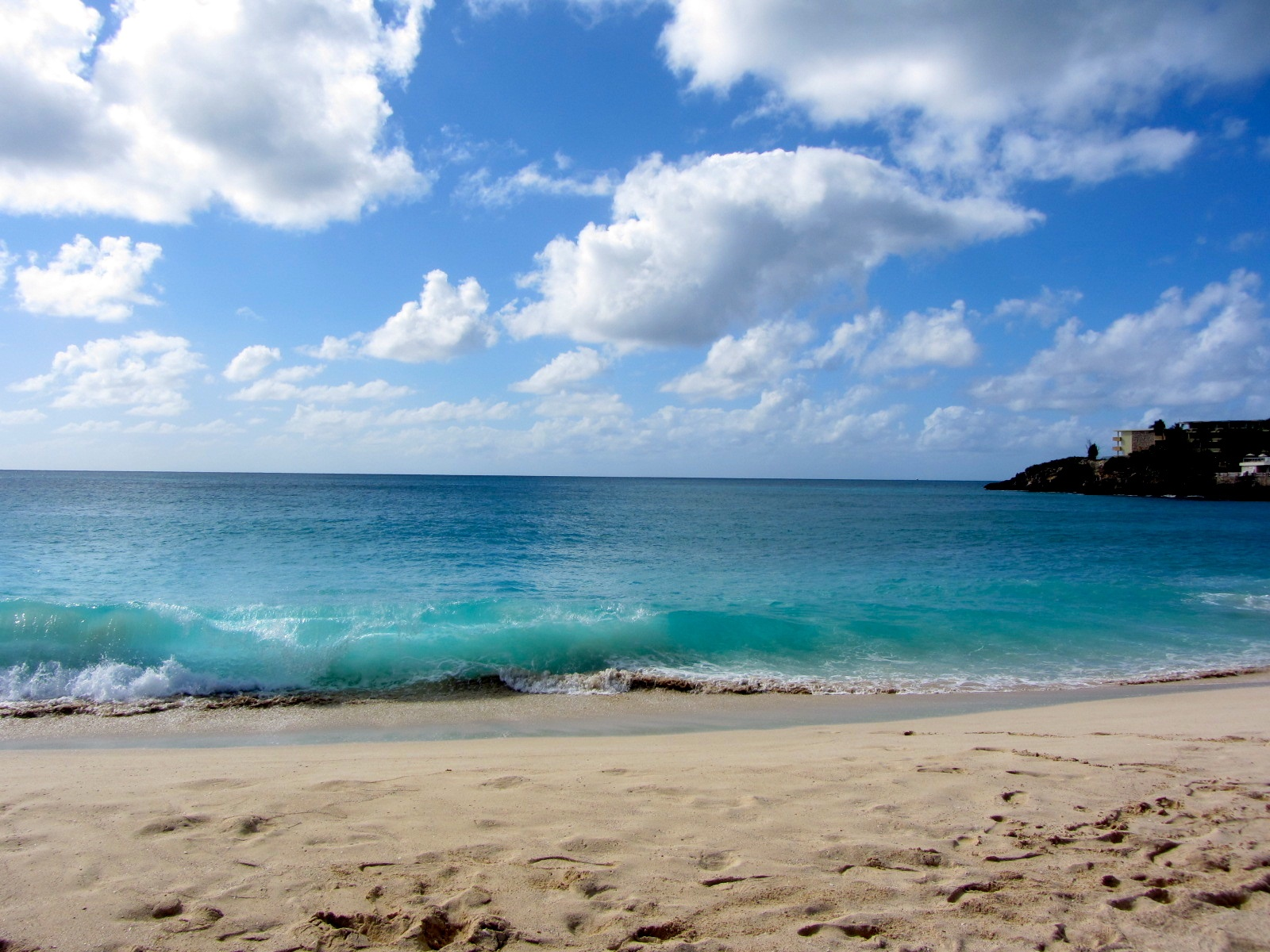
Плях Махо

Головним джерелом доходів жителів є туризм.

## Аеропорт
Аеропорт Сінт-Мартена, Міжнародний аеропорт імені Принцеси Юліани, входить до десятки найнебезпечніших у світі. Це пов'язане з тим, що один кінець злітної смуги розпочинається мало не з пляжу Махо, а з іншого кінця — впирається в гору.

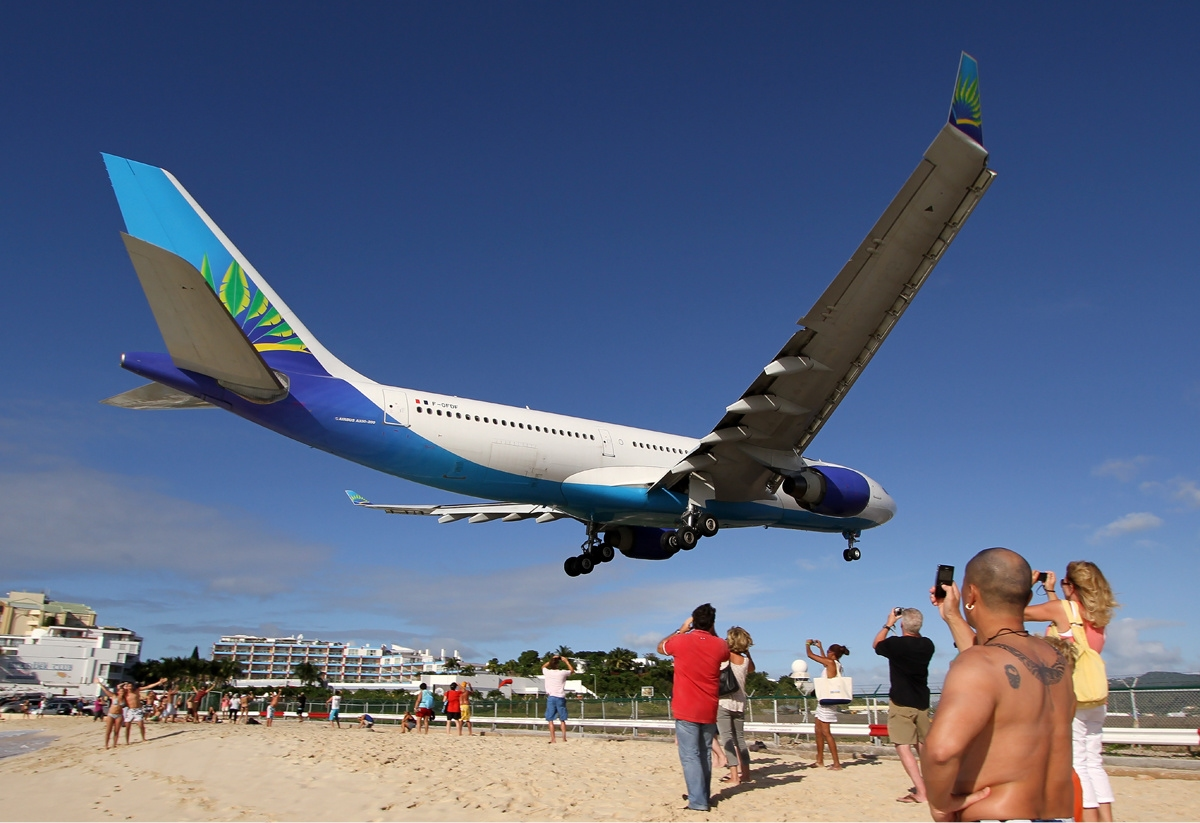
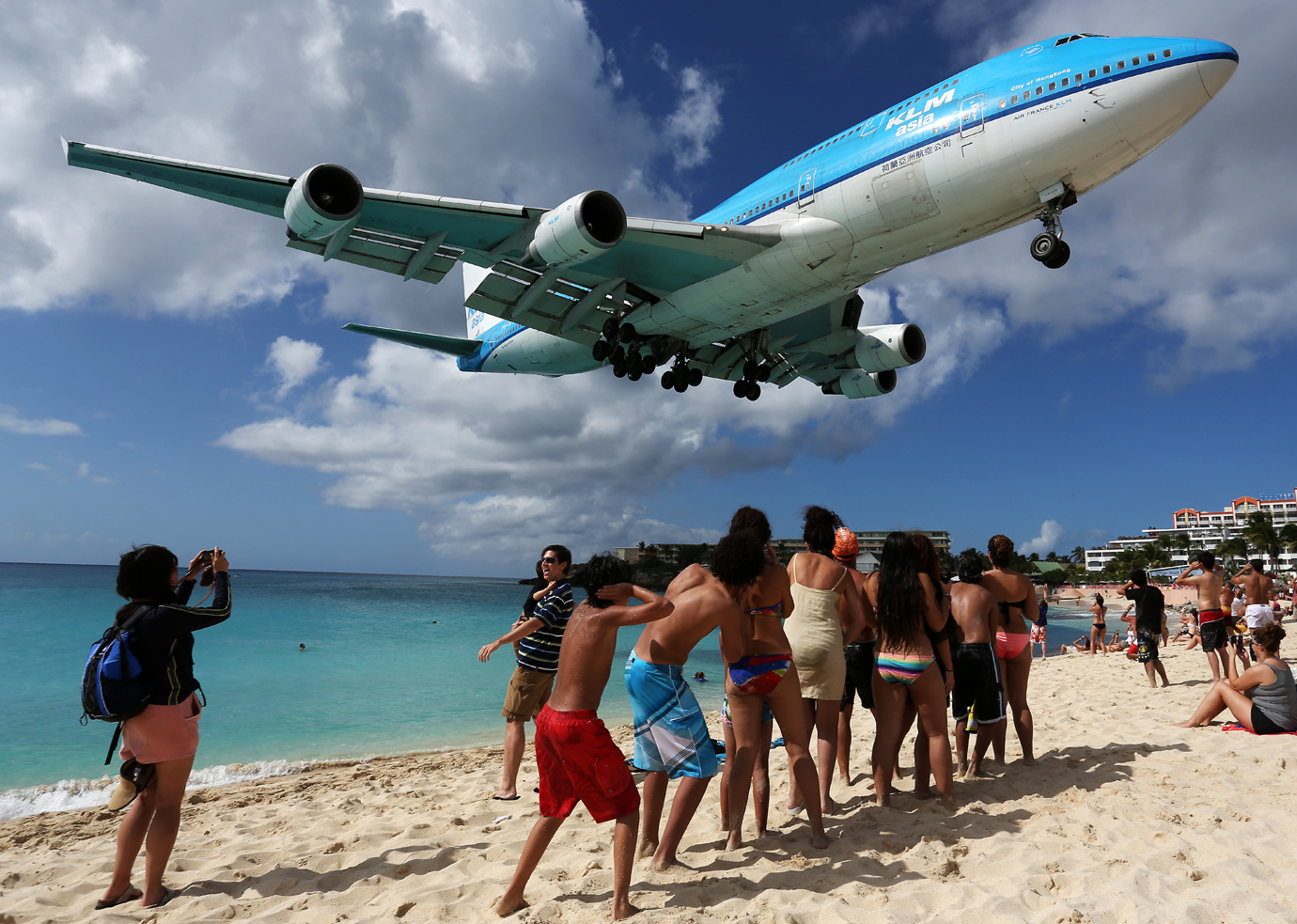
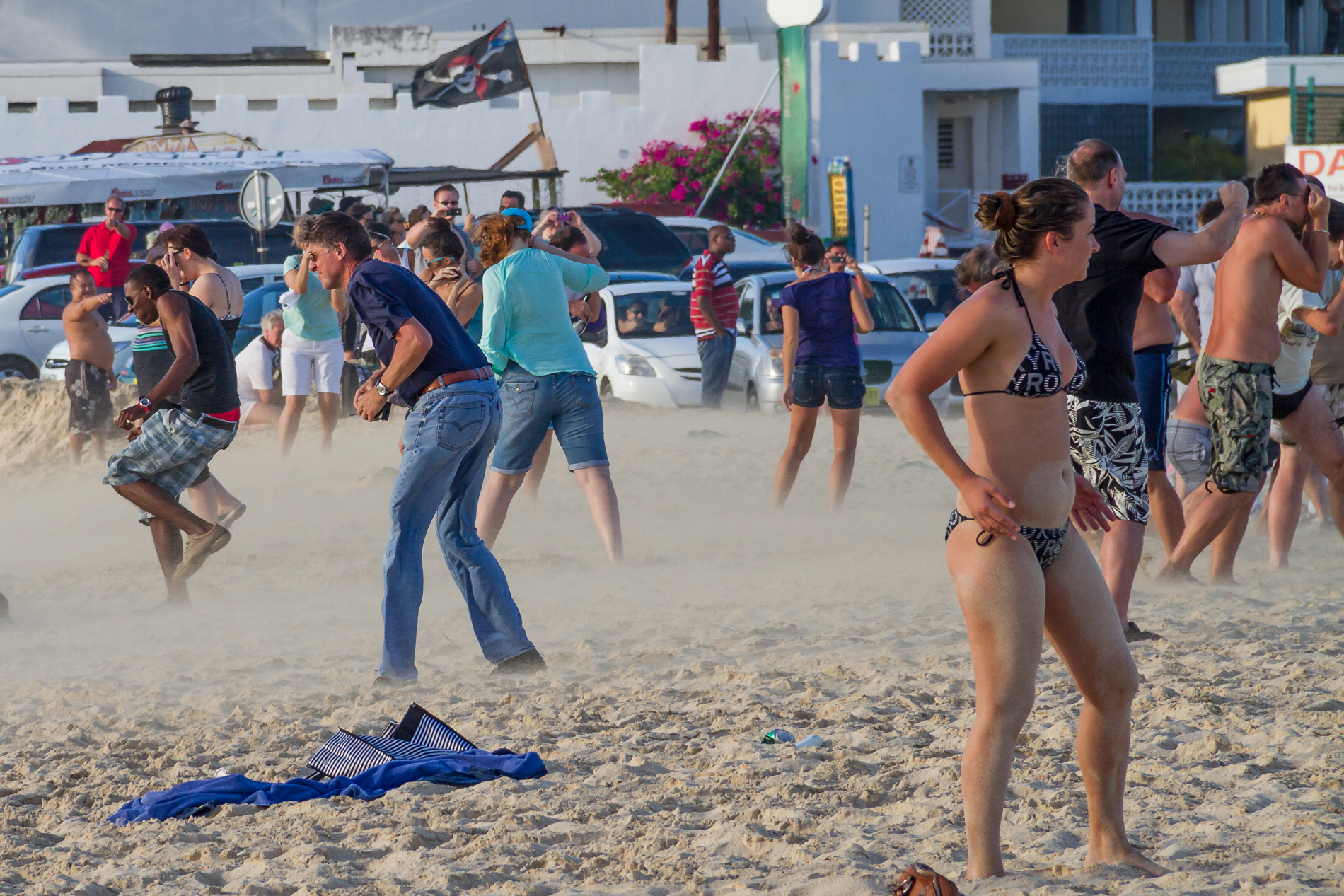
Звична річ — зліт літака
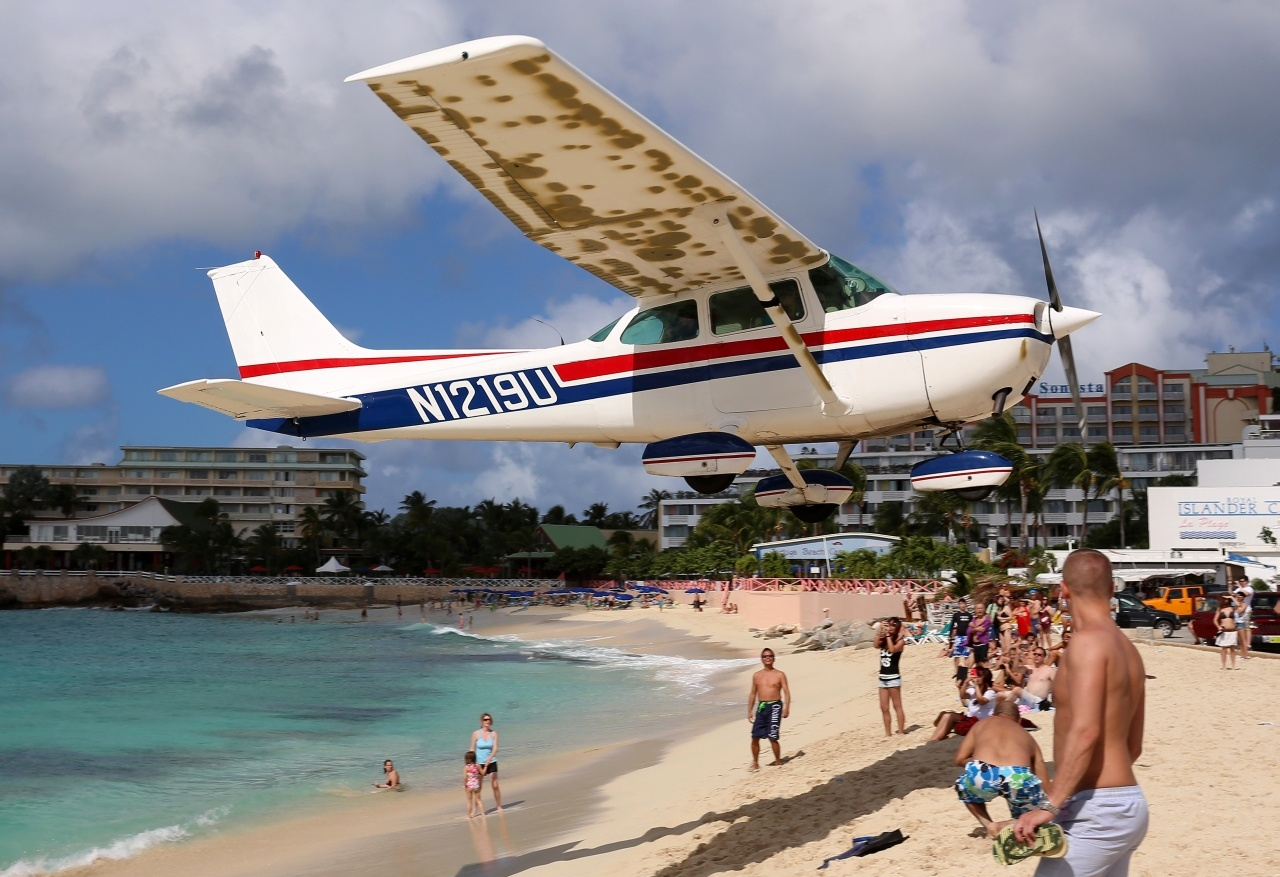
Cessna 172 летить буквально над головами
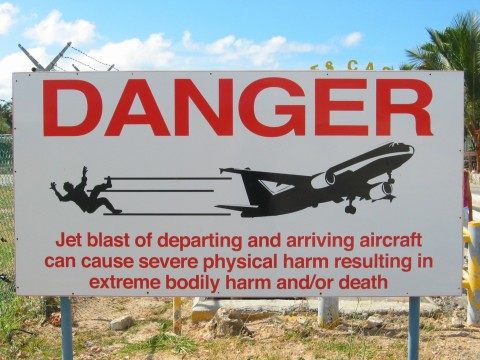
«Струмені повітря з реактивних двигунів літаків, що сідають і злітають, можуть завдати вам фізичні каліцтва та/або заподіяти смерть»
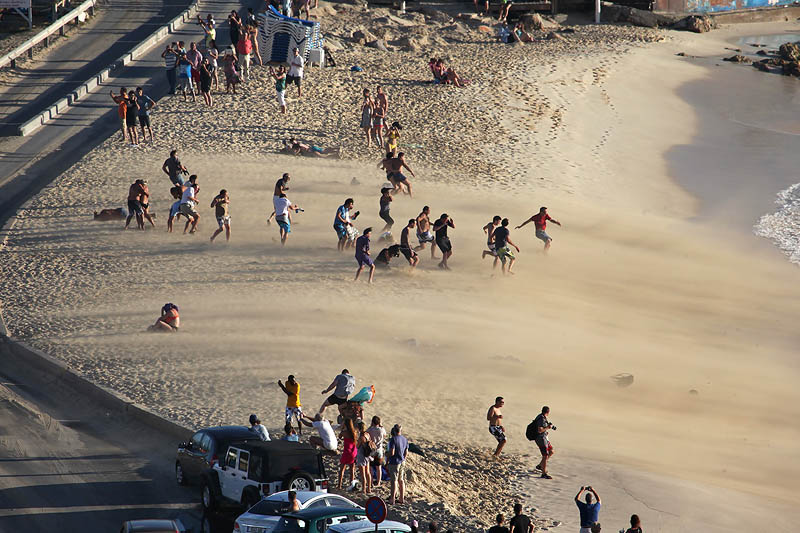
Наслідки зльоту/посадки великого літака
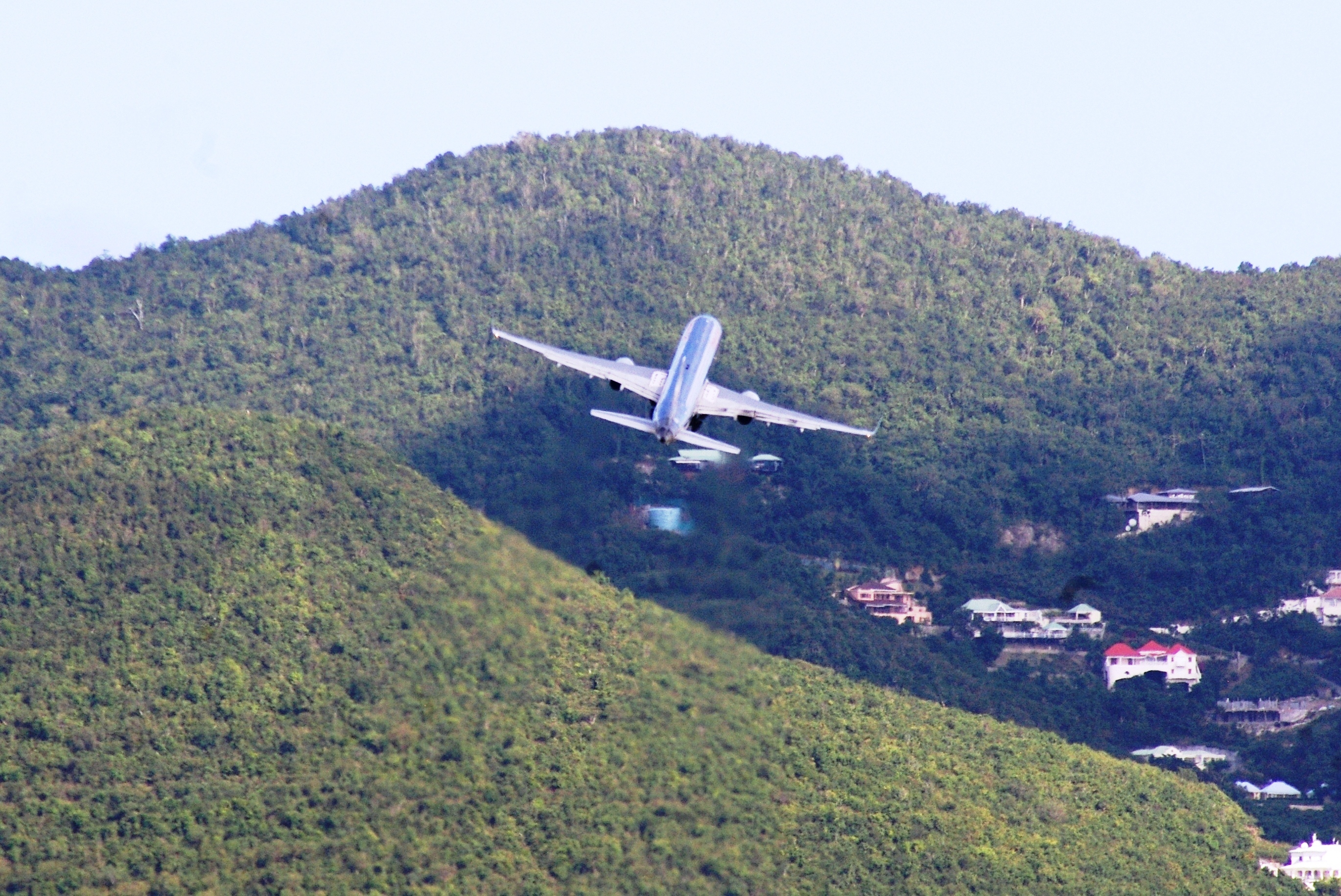
Літак, злітаючи, пролітає близько від гори
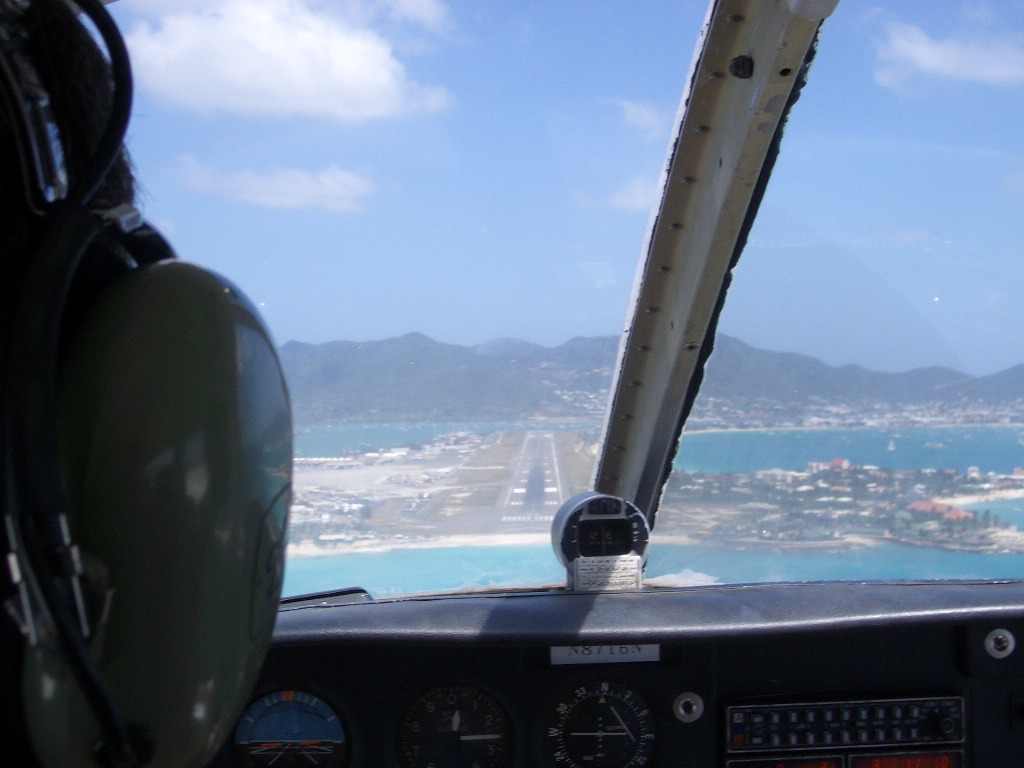
ЗПС із кабіни літака